# Goldenes Zeitalter (Golfarchitektur)
Das goldene Zeitalter der Golfarchitektur war eine Periode zu Beginn des 20. Jahrhunderts, in der ungewöhnlich viele der heute als Klassiker geltenden Golfplätze entstanden. Beispielsweise wurde die gesamte Top Ten der besten 100 Plätze der USA gemäß Golf Digest Ranking 2007/2008 im goldenen Zeitalter gebaut. In Großbritannien ist diese Zeit gekennzeichnet durch das Aufkommen der ersten Inlandsplätze von Qualität, bis dahin lag ein Meisterschaftsplatz grundsätzlich an der Küste und war ein Links. Im Rest der Welt, wo es keine vergleichbare Tradition gab, fällt das goldene Zeitalter der Golfarchitektur zusammen mit der Entwicklung des Golfsports überhaupt.
Den vergleichsweise simplen und rein zweckorientierten Konstruktionen des viktorianischen Zeitalters wurde eine Philosophie entgegengesetzt, die erstmals ästhetische Aspekte einbezog und somit als Architektur im Sinne einer Abgrenzung zum bloßen Bauen klassifizierbar ist. Technologische Fortschritte und Entwicklungen auf sozialem Gebiet hatten ebenfalls großen Einfluss auf die neuen Gestaltungsprinzipien, die das Golfspiel durch Einführung des Faktors Strategie im Kern veränderten.

## Terminologie und Abgrenzung
Der Ausdruck Goldenes Zeitalter bezeichnet im Allgemeinen eine Periode besonderer Schaffenskraft und großer Erfolge auf einem bestimmten Gebiet. In diesem übertragenen Sinne wurde das goldene Zeitalter auch im Bereich des Golfsports in verschiedenen Kontexten benutzt, so etwa 1929 hinsichtlich technologischer, agronomischer und sozialer Fortschritte seit der Jahrhundertwende. In Bezug auf eine Periode der Golfarchitektur jedoch datiert die Erstverwendung von 1976, als der Golfarchitekt Donald Steel den Begriff in der Erstausgabe des World Atlas of Golf für die Zeit zwischen den beiden Weltkriegen einführte. Diese zeitliche Abgrenzung ist jedoch umstritten, es besteht lediglich Einigkeit darüber, dass das goldene Zeitalter der Golfarchitektur frühestens um 1900 begann und spätestens mit dem Ausbruch des Zweiten Weltkriegs endete.
Eine speziell in den USA verbreitete Sicht datiert das goldene Zeitalter zwischen 1909 (National Golf Links of America) und 1937 (Prairie Dunes), da fast alle bedeutenden amerikanischen Golfplätze in diesen Jahren entstanden. Michael J. Hurdzan geht sogar nur von einem goldenen Jahrzehnt aus, da in dieser Zeit, gemeint sind die 1920er Jahre, die drei seiner Meinung nach bis heute maßgeblichen Bücher über Golfarchitektur erschienen sind. Ohne spezielle Begründung vertreten auch Geoffrey S. Cornish und Ronald E. Whitten in ihrem Standardwerk The Architects of Golf diese Auffassung. Die britische Entwicklung ab der Jahrhundertwende definieren sie als Heathland-Periode, die bis heute andauert und somit parallel zum goldenen Zeitalter lief. Es gibt aber auch amerikanische Vertreter einer umfassenden Sicht: beispielsweise lässt Steve Sailer das goldene Zeitalter 1901 beginnen, das Ende datiert er auf 1934 (Tod des Alister MacKenzie und Beginn der Transformation von Augusta National in einen Platz moderner Prägung). Der Golfarchitekt Tom Doak vertritt eine ähnliche Position, er spricht von einer „klassischen Periode“ zwischen 1900 und 1930.
Für eine umfassende Betrachtung sprechen mehrere Tatsachen: zum einen wurden während des gesamten Zeitraums bedeutende Golfplätze gebaut, da die für das goldene Zeitalter charakteristischen Veränderungen nicht in allen Ländern gleichzeitig eintraten. Bis zum Ersten Weltkrieg war Großbritannien führend, danach erfolgte der Aufschwung in den USA und in den 1930er Jahren entstanden wichtige Plätze in Kontinentaleuropa, Kanada und Japan. Zum anderen hatte die jeweilige produktive Phase von Harry Colt und Donald Ross, zwei der wichtigsten Protagonisten des goldenen Zeitalters, über die ganze Periode hinweg Bestand. Mittlerweile folgt auch der World Atlas of Golf dieser Sichtweise und datiert in seiner 2008er Ausgabe das goldene Zeitalter auf „circa 1900–1939“.

## Die viktorianische Golfarchitektur

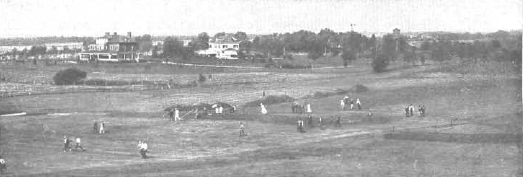
Viktorianisches Ideal: gerade Linien, symmetrische Formen.

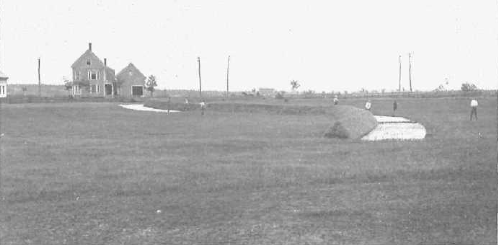
„Wissenschaftlich“ platzierte Hindernisse.

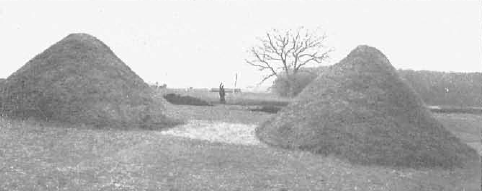
Konische Erdhügel.

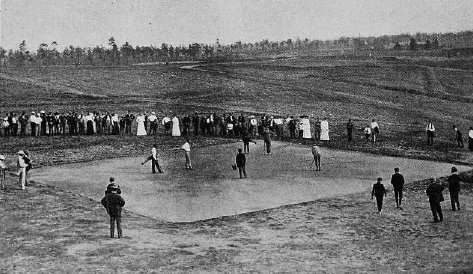
Quadratische Grüns.

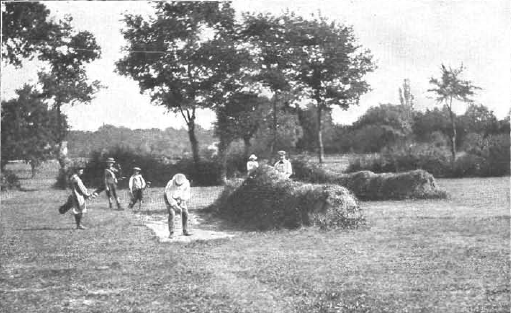
Der „Cop Bunker“.

1857 gab es nicht mehr als 17 Golfclubs in Schottland und weniger als eine Handvoll im Rest der Welt. Bis 1888 stieg die Gesamtzahl der Plätze in Großbritannien auf 138 (Schottland 73, England 57, Irland 6, Wales 2). Erst im späten viktorianischen Zeitalter kam es zu einem regelrechten Bauboom von fast 100 Plätzen pro Jahr, der bis zum Ersten Weltkrieg anhielt.
Zunächst wurden neue Golfplätze einfach vom lokalen Professional abgesteckt, der oft in Personalunion auch Greenkeeper war. Dieser verfügte in der Regel nur über eine einzige, jedoch nicht zu unterschätzende Qualifikation: er war auf den legendären Links-Kursen des britischen Königreichs aufgewachsen. Diese Naturplätze hatten sich jedoch über Jahrhunderte hauptsächlich durch den Einfluss von Wind, Wetter und Tieren entwickelt, sie folgten also nicht einer stringenten, menschlichen Planung. Aus diesem Grund gelang es zunächst niemandem, die entscheidenden architektonischen Merkmale zu abstrahieren, die aus einer Naturfläche einen Meisterschaftsplatz machten. Den im 19. Jahrhundert aufkommenden Inlandsplätzen mangelte es somit nicht nur an wichtigen natürlichen Gegebenheiten wie gut drainierendem Boden und Wind, sondern auch an den spieltechnischen Qualitäten der alten Küstenplätze.
Die damalige Methode einen Platz zu entwerfen, bestand darin ein Gelände abzuschreiten und mit Pfosten die zumeist 9 Abschläge und Grüns zu markieren, gelegentlich ergänzt um die Angabe der Positionen für noch anzulegende Hindernisse. Selten dauerte diese Arbeit länger als ein paar Stunden, so dass der Golfarchitekt nur noch eine Anleitung zum Bau des Platzes übergeben musste und am selben Tag wieder abreisen konnte. Für diese Arbeitsweise bürgerte sich der Begriff „18 Stakes on a Sunday Afternoon“ (18 Pfosten an einem Sonntag Nachmittag) ein. Überlieferte Löhne für diese Arbeit sind £1 oder später in den USA $25. Die meiste Arbeit war also nach der Abreise des Architekten noch zu leisten, so dass viele dieser abgesteckten Golfplätze auch nie gebaut wurden. Der produktivste „18-Stakes Architekt“ war Tom Bendelow in den USA, dem zwischen 500 und 1000 Golfplätze zugeschrieben werden.
Vor ihm waren jedoch Männer wie Old Tom Morris oder die Brüder Tom und Willie Dunn überaus gefragt, sie bereisten das ganze britische Inselreich und entdeckten dort, wo die Natur geeignete Landformen zur Verfügung stellte, auch durchaus spektakuläre Golflöcher. Im Großen und Ganzen beherrschte jedoch das viktorianische Ideal der geraden Linien und symmetrischen Formen die Golfplatzarchitektur. Den Vertretern dieser ersten Generation von Golfarchitekten fehlte es schlichtweg an theoretischem Wissen, technischen Mitteln und ausreichendem Budget, um einen hochrangigen Golfplatz quasi aus dem Nichts zu erschaffen. Jedoch kann in einer Reihe von Fällen auch eine bewusste, gestalterische Entscheidung für das Formelhafte belegt werden.
So schreibt Willard H. Moss 1886, dass man von anderen Sportarten regelmäßige Spielfelder gewohnt sei und deshalb auf Golflöcher fester Länge (100, 200 und 300 Yards) setze. Später spricht der mehrfache amerikanische Amateurmeister, Golfarchitekt und Autor Walter J. Travis von einer „wissenschaftlichen“ Art und Weise einen Golfplatz zu bauen, bei der die Längen der Spielbahnen und das Layout der Hindernisse nicht den natürlichen Gegebenheiten folgen, sondern einem „bewährten“ Schema, das für ein ausgewogenes Spiel sorgen soll. Joseph E. G. Ryan hält aus ähnlichen Gründen das Golfspiel auf amerikanischen Plätzen für erbaulicher als anderswo, deren „wissenschaftliche“ Platzierung der Bunker sei konsequenter in der Belohnung des guten und der Bestrafung des schlechten Spiels. In einem Artikel über private Golfplätze aus dem Jahr 1900 wird sogar der Gärtner als Erzfeind des Golfplatzes bezeichnet, da er Bäume und Sträucher aus rein ästhetischen Gründen den spieltechnisch effektiveren künstlichen Hindernissen vorzöge. „Landschaftseffekte“ wären jedoch nicht das Ziel des Golfsports.
Eine typische viktorianische Spielbahn bestand aus einem blinden Abschlag – die wenigen natürlichen Hindernisse und Erhebungen des Geländes wurden fast ausschließlich dazu genutzt die Abschläge genau dahinter zu platzieren. Gab es keine solche Möglichkeit, dann legte man in rechtem Winkel zur Spielbahn und über deren gesamte Breite einen mit Sand oder Lehm gefüllten Graben an und dahinter erhob sich eine Art Wall von exakt 6 Fuß und 3 Zoll (ca. 115 cm) Höhe. Dieser Wall verhinderte zumeist ein Herausspielen nach vorne, so dass auf jeden Fall ein zusätzlicher Schlag auf die Scorekarte kam. Auch mit dem zweiten und gegebenenfalls dritten Schlag musste jeweils ein solches Hindernis überspielt werden, so dass sich das Par (damals noch: Bogey) eines Loches häufig nach der Anzahl dieser sogenannten „Cop Bunker“ plus zwei Putts berechnen ließ. Die Grüns waren oval oder rechteckig, flach und nach Schema F anzuspielen, da sie selten verteidigt wurden. Grünbunker oder Wasserhindernisse gab es fast nirgendwo, eingekesselte oder erhöhte Grüns waren die absolute Ausnahme. Einzig konische Erdhügel („Mounds“) wurden gelegentlich aufgeschüttet, wobei sich diese Praxis nicht selten auf den gesamten Platz erstreckte. Insgesamt ergab sich daraus eher das Bild eines Hindernisparcours' denn das einer Naturfläche oder Parklandschaft.
Es ist unklar wann sich die Bezeichnung „viktorianische Golfarchitektur“ für diese Art der Gestaltung einbürgerte. Spätestens 1917 verwendete jedoch Henry Leach den Begriff in einem Artikel über Willie Park Sr. und Jr.

## Wegbereiter des Umbruchs
Eine Reihe von spezifischen Entwicklungen beschleunigte gegen Ende des 19. Jahrhunderts den Übergang zum goldenen Zeitalter.

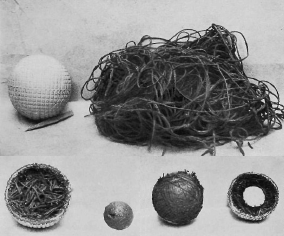
Aufbau des Haskell-Balls.

### Der Haskell-Ball
Im Jahr 1898 erfand Coburn Haskell einen neuen Golfball, der sich durch eine Konstruktion in drei Schichten auszeichnete. Ein Gummikern wurde unter Druck mit Gummifäden umwickelt und schließlich mit einer Hülle aus Guttapercha versehen. Im Vergleich zum vorher gebräuchlichen, reinen Guttapercha-Ball ermöglichte der sogenannte Haskell-Ball deutlich längere Abschläge (oft ist von 20 Metern die Rede) und vor allem einen fast ebenso großen Längengewinn mit den Eisen. Haskells Partner Bertram Work, der eine Fabrik der B. F. Goodrich Company leitete, führte eine industrielle Produktionsmethode ein, so dass sich bald jeder Golfspieler den neuen „Wunderball“ leisten konnte. Als Walter Travis mit dem Haskell-Ball die US-Amateurmeisterschaften von 1901 gewann und auch die besten Profis umschwenkten, verschwand der „Gutty“ endgültig vom Markt. Infolge dieser Entwicklung waren quasi über Nacht viele Golfplätze schlichtweg zu kurz geworden und mussten dementsprechend ausgebaut werden. Nicht zuletzt diese steigende Nachfrage ermöglichte es erstmals alleine von der Tätigkeit als Golfarchitekt zu leben, was zur Professionalisierung und sozialen Anerkennung des Berufsbildes führte.

### Golfjournalismus
Die in weiten Teilen beliebige und eher beiläufig betriebene Golfarchitektur des 19. Jahrhunderts nährte sich auch aus der Vorstellung vom Bau eines Golfplatzes als notwendiges Übel, das möglichst günstig zu bewerkstelligen sei. Obwohl es in Großbritannien eine bedeutende Tradition der Landschaftsparks und Gartenkunst gab, spielten ästhetische Faktoren beim Golf praktisch keine Rolle. Die dazu notwendige Sportstätte wurde nach zweckmäßigen Gesichtspunkten errichtet. Einen entscheidenden Anstoß zum Umdenken gab die am 8. Januar 1897 erstmals erschienene Zeitschrift Country Life, die George Riddell und Edward Hudson nach einer gemeinsamen Golfrunde in Woking aus der Taufe hoben. Darin sollte das „Leben auf dem Land“, wie es in den urbanen Zentren zu Wohlstand gekommene Bürger gerade zu praktizieren begannen, ansprechend präsentiert werden. Neben der Beschreibung und Vermittlung von Landhäusern ging es auch um ländliche Freizeitbeschäftigungen wie Pferdesport, Jagd, Gartengestaltung und eben Golf.

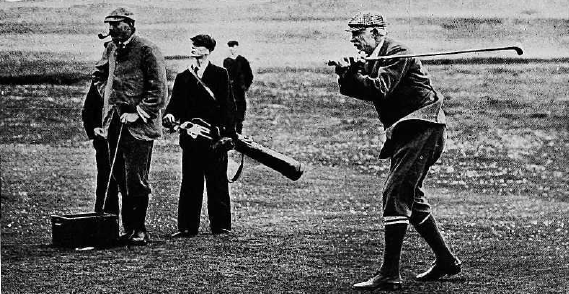
Horace Hutchinson, 1903.

Für diesen Bereich war zunächst Horace Hutchinson verantwortlich, der 1886 mit Hints on Golf das erste Golflehrbuch überhaupt geschrieben hatte. Famous Golf Links, das erste Buch über Golfplätze, folgte fünf Jahre später und 1906 brachte er Golf Greens and Green-Keeping heraus, das erste Buch über Golfarchitektur und Platzpflege. Von ihm stammen die wahrscheinlich frühesten, kritischen Äußerungen bezüglich des viktorianischen Stils oder, wie Tom Simpson später schreiben sollte, des „dunklen Zeitalters“ der Golfarchitektur. 1898 bezeichnete Hutchinson es als großen Fehler, dass in England die künstlichen Bunker der Inlandsplätze in absolut geraden Linien über den Kurs gezogen würden. Diese Bauweise sei von abscheulicher Ästhetik und so weit von der Natur entfernt wie irgend möglich, dazu reduziere sie alle Golfer gleichermaßen auf eine identische Spielweise.
Im Jahr 1908 begann Bernard Darwin, ein Enkel des Forschers Charles Darwin, als Golfredakteur von Country Life und entwickelte sich in der Folge zu einem der bedeutendsten Golfautoren des 20. Jahrhunderts. Seine Wirkung auf den Sport wurde derart hoch eingeschätzt, dass er 2005 als zweiter Autor überhaupt in die World Golf Hall of Fame aufgenommen wurde. Mit Hilfe der Plattform Country Life gelang es erstmals, eine Sensibilität für Golfarchitektur im allgemeinen Bewusstsein zu erzeugen. Ein Beispiel dafür ist der Designwettbewerb in der Ausgabe vom 20. Juni 1914, als die Leser aufgerufen waren das „beste Par 4 Loch“ zu entwerfen. Vor Country Life wäre solch ein Wettbewerb nicht als relevant angesehen und schon gar nicht in einem Mainstream-Magazin thematisiert worden. Der Sieger (Alister MacKenzie) und die tatsächliche Umsetzung (durch Charles Blair Macdonald als Loch 18 des Lido Golf Course auf Long Island) zeugen vom Einfluss der Zeitschrift auf die Golfszene.
Andere Zeitschriften, wie etwa Outing (Golfartikel ab 1886), The Golfer (ab 1894) und Golf (ab 1898), spielten ebenfalls eine wichtige Rolle, verfügten aber weder über vergleichbar talentierte Autoren und Fotografen, noch erschienen sie annähernd so häufig wie das wöchentliche Country Life. Erst spätere Gründungen, wie The American Golfer (ab 1908) und Golf Illustrated (ab 1914), hatten einen vergleichbaren Qualitätsanspruch.
Aber auch die Golfarchitekten selbst schrieben Bücher über ihre Gestaltungsprinzipien. Eines der ersten und einflussreichsten war dabei „Concerning Golf“ von John L. Low (1904), wo er mit der strategischen Designphilosophie eine zentrale Idee des goldenen Zeitalters vorstellte.

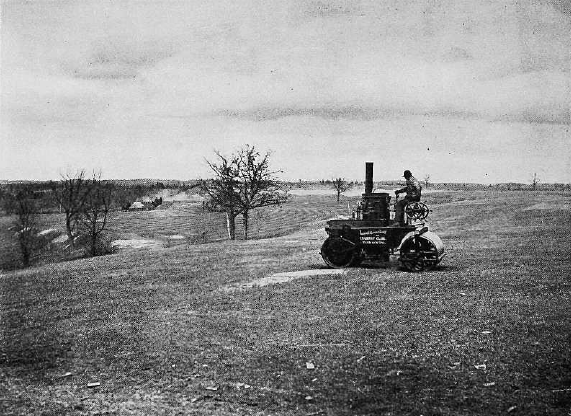
Motorisierte Landmaschinen schufen neue Möglichkeiten bezüglich Bau und Pflege von Golfplätzen.

### Die Entdeckung der Heide
Vor dem goldenen Zeitalter wurden Golfplätze dort angelegt, wo das Gelände bereits „vorbereitet“ war und man auf weiten Rasenflächen praktisch nur Abschläge und Grüns abstecken musste. Im Landesinneren kamen somit in erster Linie unrentable Viehweiden in Frage, was fast zwangsläufig zu wenig attraktiven Golfplätzen führte. Dazu kamen die abseits der Küste vorherrschenden Lehmböden, die im Winter schlammig und im Sommer extrem hart sind, was das Golfspiel die meiste Zeit des Jahres unattraktiv machte. Größere Rodungsarbeiten oder sonstige Geländetransformationen, wie sie bei der Erschließung von ästhetisch und spieltechnisch interessantem Terrain vonnöten sind, wurden erst durch das Aufkommen von Landmaschinen möglich. Auch aufgrund dieser Entwicklungen rückte um 1900 die britische Heidelandschaft in den Fokus.
Etwa 20 % des weltweiten Heidevorkommens entfällt auf Großbritannien, ein großer Teil davon wiederum auf die Grafschaften rund um London. In Surrey, Berkshire, Hampshire und Oxfordshire finden sich große Gebiete mit Sand- oder Kalkböden. Diese werden im Englischen als „Heathland“ (Heidelandschaft) und „Downland“ (Kreidehügel, siehe auch Südenglische Kreideformation) bezeichnet. Ähnlich dem Linksland an den britischen Küsten konnten diese kargen Böden mit den damaligen Mitteln nicht rentabel bewirtschaftet werden und dienten, wie etwa in Ascot, allenfalls als Gelände für den Pferdesport. Die schnell wachsende Gemeinde der Golfspieler konnte ihre Anforderungen an die Erschließung neuer Flächen in dieser Region decken. Erstmals stand ein ideales Terrain zum Bau von Golfplätzen im Landesinneren zur Verfügung: schnell drainierende, elastische Böden, offenes, dem Wind ausgesetztes, stark onduliertes Gelände und natürliche Hindernisse in einer rauen und weitgehend unberührten Landschaft.
Daniel Defoe beschrieb die Gegend als „öde, abscheulich und beängstigend, nicht nur von geringem Nutzen, sondern von gar keinem Nutzen“. Noch im April 1899 war der Heidegürtel rund um London weitgehend unbekannt, denn Horace Hutchinson bezeichnete da noch das englische Downland als zweitbestes Areal für Golf. Er begründete dies damit, dass dort das Gras fast so dicht und kurz wachse wie auf Linksland und sich gute Lagen für den Golfball ergäben. Jedoch wären die Böden lehm- oder tonhaltig und voller Würmer, außerdem gäbe es keinen Sand und somit auch keine Sandbunker. Zwar erwähnte er auch zwei Golfplätze in Surrey (Richmond Club und Mid Surrey Club), die aufgrund sandhaltigen Bodens über Links-Qualitäten verfügten. Die Verbindung zu einem möglicherweise größeren Heidegebiet zog er jedoch nicht, vielmehr brachte er das „seltsame Phänomen“ mit der Themse in Verbindung, die den Sand dort deponiert haben soll.

### Old Course

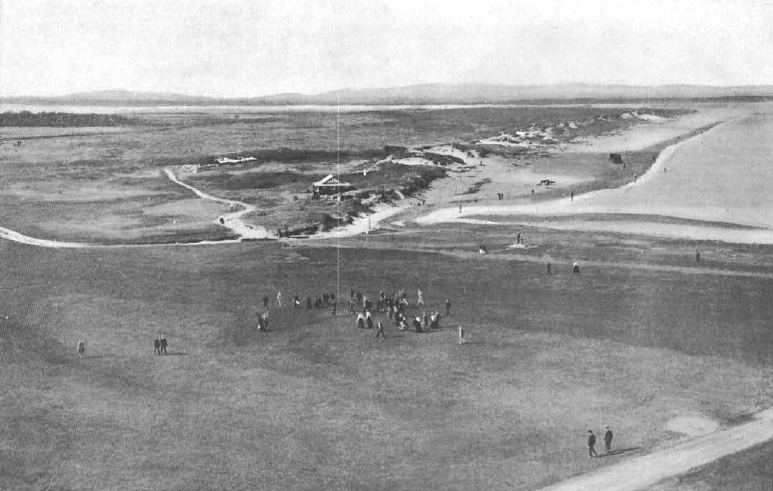
Der Old Course im Jahr 1901.

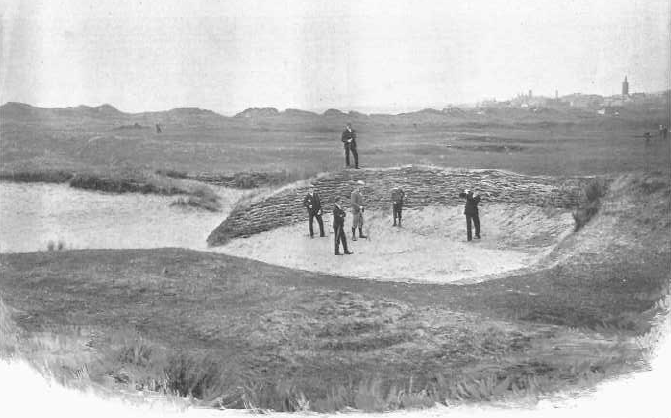
Hell Bunker, 1897.

Das große Vorbild für die Architekten des goldenen Zeitalters war, quasi stellvertretend für die bedeutenden Links-Kurse Großbritanniens, der Old Course in St Andrews. Ohne auffällige natürliche Landformen ausgestattet, entwickelte sich dieses Gelände über Jahrhunderte hinweg zu einem Platz von höchster strategischer Qualität, der sich gleichzeitig mit größtmöglicher Subtilität in die Natur integrierte. Die zahlreichen Facetten und Optionen erschließen sich dem Spieler erst nach vielen Runden, so dass der Platz auf Dauer interessant bleibt und – auch wenn er weniger berühmt wäre – alleine deshalb schon als erhaltenswert eingestuft würde.
Wie unüblich das strategische Spiel, das der Old Course forderte, damals noch war, zeigt ein Artikel von Walter Travis zum Thema Hindernisse. Darin kritisiert er einige Bunker des Old Course als unfair, da sie vom Abschlag aus nicht sichtbar seien und einen langen, geraden Drive – mithin also einen guten Schlag – bestraften. Immerhin hatte Travis zu diesem Zeitpunkt schon einige Erfahrung als Golfarchitekt in den USA, kann also in dieser Hinsicht nicht als uniformierter Laie gelten. Tatsächlich erkannte er in dieser „Unfairness“ auch eine große Faszination, die darin bestände, dass der Spieler zum Nachdenken über den richtigen Weg zum Grün angeregt würde.
Geoff Shackelford beschreibt diese Auseinandersetzung der Golfarchitekten mit dem Meisterschaftsplatz von St Andrews so, dass man auf beiden Seiten des Atlantiks ein gemeinsames Ziel verfolgte: nämlich herauszufinden welche Elemente und Prinzipien den Old Course so faszinierend machten und diese dann auf neue Golfplätze zu übertragen.
Stuart Paton und John L. Low waren die ersten, die diese Vorstellung konkret umsetzten. Sie waren Mitglieder im Woking Golf Club, dessen Platz 1893 von Tom Dunn nach den althergebrachten, viktorianischen Prinzipien angelegt wurde. Nach und nach gestalteten Paton und Low den Platz um, indem sie verschiedene strategische Elemente des Old Course nachempfanden. Das 4. Loch war beispielsweise dem 16. Loch des Old Course nachempfunden, zwei Zentralbunker übernahmen dabei die Rolle des Principal's Nose Bunkers.

## Das goldene Zeitalter

### Sunningdale und Huntercombe

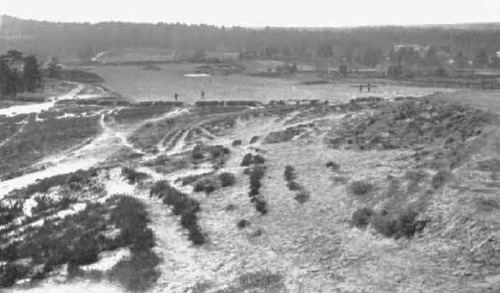
Sunningdale: naturnahe Gestaltung in einer rauen Heidelandschaft.

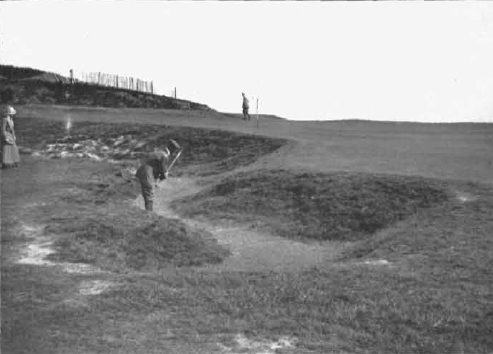
Sunningdale, Bunker am vierten Grün.

Der Startschuss zum goldenen Zeitalter fiel 1899, als Willie Park Jr. den ersten Auftrag für einen Heideplatz erhielt: Sunningdale in der Grafschaft Surrey. Das Gelände war stark verwachsen, der Boden fast reiner Sand und lange Zeit war es unsicher, ob dort überhaupt Gras wachsen würde. Unter großen Anstrengungen gelang es schließlich genug Spielfläche freizulegen und erstmals einen ganzen Golfplatz aus Grassamen wachsen zu lassen: im September 1900 wurde eingesät und ein Jahr später war der Platz bespielbar. Dieser agronomische Durchbruch, sowie die umfangreichen Rodungs- und Erdarbeiten brachten die Golfarchitektur auf ein neues Niveau. Eine weitere Errungenschaft des Projekts Sunningdale war, dass der Golfarchitekt sich nicht mehr nur auf die Planung des Layouts beschränkte, sondern auch die Verantwortung für den Bau des Platzes übernahm.
Während die Arbeiten in Sunningdale in vollem Gang waren, kaufte Willie Park Jr. zusammen mit einer Handvoll Investoren ein anderes Grundstück in der Nähe von Oxford und begann dort im Herbst 1900 mit dem Bau des Golfplatzes Huntercombe. Da das dortige Gelände deutlich offener war und bereits über Grasbewuchs verfügte, konnte er 1901 gleich zwei revolutionäre Inlandsplätze eröffnen: Huntercombe im Mai und Sunningdale im September. Schon bald wurde deutlich, dass Park hier tatsächlich ein neues Kapitel aufgeschlagen hatte: Horace Hutchinson nannte Sunningdale den besten Inlandskurs überhaupt, während Huntercombe von Walter J. Travis als der beste Platz bezeichnet wurde, den dieser jemals gespielt habe.
Beide Plätze spielten in der Folge nicht nur als gestalterisches Vorbild eine große Rolle, sondern fungierten auch als Keimzelle der Gründergeneration des goldenen Zeitalters. So zog sich Willie Park Jr. bald nach der Eröffnung aus Sunningdale zurück, um sich auf seinen eigenen Platz in Huntercombe zu konzentrieren. Dies machte den Weg frei für Harry Colt, der als erster Sekretär in Sunningdale eingestellt wurde und aus dieser sicheren Stellung heraus seine überaus produktive Karriere als Golfarchitekt begann. In seinem Fahrwasser folgten wiederum Alister MacKenzie, C. H. Alison und John Morrison. Huntercombe brachte John Frederick Abercromby hervor, der später eine Partnerschaft einging mit Tom Simpson und Herbert Fowler. Letzterer wiederum bekam seinen ersten Auftrag in Walton Heath als direkte Reaktion auf den Erfolg von Sunningdale und Huntercombe.
Anmerkung: die nebenstehenden Abbildungen von 1913 zeigen womöglich nicht den Urzustand, da Harry Colt in seiner Zeit als Clubsekretär in Sunningdale umfangreiche Veränderungen vornahm.

### Gestaltungsprinzipien
Nicht jeder Architekt des goldenen Zeitalters arbeitete nach genau demselben Schema, aber über eine Reihe von Gestaltungsprinzipien war man sich weitgehend einig. Manche dieser Grundsätze waren revolutionär neu, andere schon länger bekannt, aber bis dahin nicht durchsetzungsfähig und wieder andere galten sogar schon als überholt und wurden im Kontext des goldenen Zeitalters wiederbelebt.

#### Natürliche Anmutung

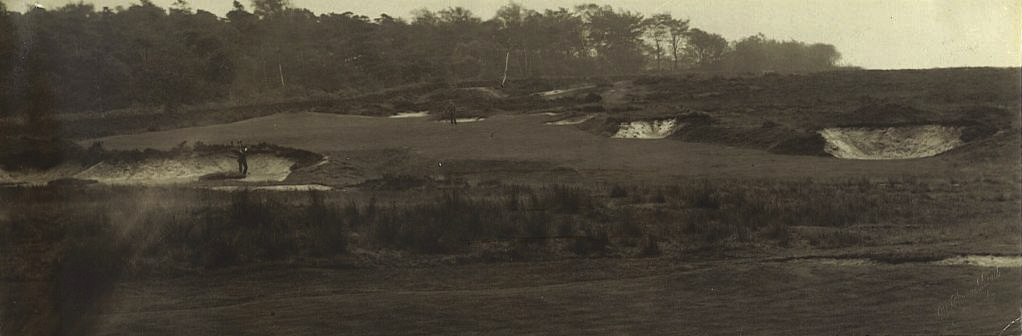
Alister MacKenzie veranschaulichte in seinem Buch Golf Architecture die naturnahe Gestaltung anhand seines Gibraltar Hole (8. Loch Moortown, 170 Yards) und betonte, dass es „vollständig künstlich“ angelegt sei.

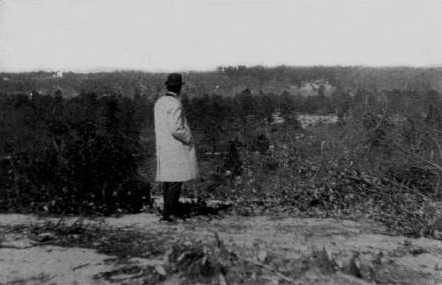
Die naturnahe Gestaltung erfordert ein geeignetes Gelände, das oft mühsam erschlossen werden muss. Dieses Bild zeigt Loch 3 von Pine Valley im Bau (1913).

Bereits Old Tom Morris postulierte, dass der Golfplatz der Natur anzupassen sei statt umgekehrt. Jedoch ist aus heutiger Sicht nicht mehr nachvollziehbar was er im Detail darunter verstand, da er keine Bücher veröffentlichte und einige seiner Layouts diesem Prinzip auch nicht zu folgen scheinen. Von Willie Park Jr. ist hingegen überliefert, dass ein Golfloch nicht auf dem Reißbrett zu konstruieren, sondern in der Natur „zu finden“ sei – eine Metapher, die auch heute noch oft verwendet wird. Herbert Fowler setzte hinzu, dass Gott die Golfplätze baue und je weniger der Mensch sich einmische, desto besser. Perry Maxwell hielt es für vergebliche Mühe aus einem ungeeigneten Gelände einen guten Golfplatz machen zu wollen. Charles Blair MacDonald sprach von „Monstrositäten“ und „Travestien der Natur“, die im Namen der Innovation auf manchen Golfplätzen geschaffen würden. Max Behr, einer der profiliertesten und produktivsten Autoren im Bereich der Golfarchitektur, wies darauf hin, dass sich ein unerfahrener Landschaftsgestalter das Pflanzen von Bäumen schlichtweg nicht anders als in Reihen und den Rasen vor seinem Haus einzig in Form von Terrassen vorstellen könne.
Auch der einflussreiche Amerikaner Walter J. Travis, der noch wenige Jahre zuvor und in Unkenntnis der britischen Plätze ganz anders argumentierte, schlug sich auf die Seite der Natur. Gerade erst, so schrieb er noch 1909, beginne man zu begreifen, dass das „Willie Dunn System“ in jeglicher Hinsicht falsch sei. Es habe den Anschein man hatte versucht sich mit Rampenabschlägen, dem allgegenwärtigen Cross Bunker (Querbunker über die gesamte Breite des Fairways) und rechteckigen, plattgewalzten Grüns so weit wie irgend möglich von den echten, natürlichen Küstenplätzen zu entfernen. Es sei ihm unerklärlich warum man dies getan hätte.
Das naturnahe Gestaltungsprinzip stellte jedoch höhere Ansprüche an die Beschaffenheit des zu bebauenden Geländes. Bis dahin standen einförmig flache, ehemals landwirtschaftlich genutzte Grundstücke ohne natürliche Landformen im Vordergrund, da diese leicht zugänglich und günstig zu erwerben waren. Aufgrund des allgemeinen Golfbooms stand nun jedoch mehr Geld zur Verfügung, so dass viele landschaftlich sehr reizvolle Gebiete erschlossen werden konnten. Dazu kam, dass es zu Beginn des 20. Jahrhunderts fast keine behördlichen Auflagen gab, so dass die Golfarchitekten bei der Gestaltung praktisch freie Hand hatten. Insbesondere der Umwelt- und Tierschutz, der heutzutage dem Golfplatzbau klare Schranken auferlegt und landschaftlich attraktives Gelände in der Regel als Schutzgebiet ausweist, spielte damals noch keine Rolle.

#### Strategisches statt bestrafendem Design

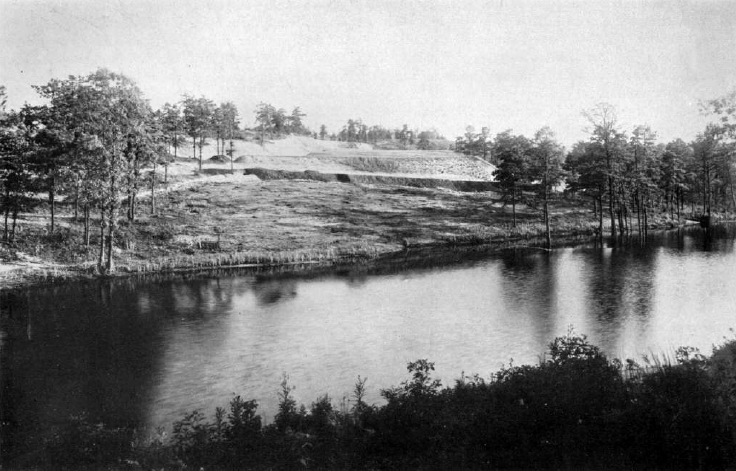
Der „forced carry“ (erzwungener Schlag bestimmter Länge) ist ein typisches bestrafendes Designelement: hier Loch 5 in Pine Valley (1915), ein 208 Meter langes Par 3.

Es gibt eine Reihe verschiedener Klassifizierungssysteme von Golflöchern bezüglich ihrer Spieleigenschaften. Forrest Richardson unterscheidet fünf Typen, Michael J. Hurdzan vier, die meisten Golfarchitekten beschränken sich jedoch auf die drei traditionellen Philosophien: bestrafende, heroische und strategische Gestaltung.
Die ersten von Menschen gebauten Plätze – im Unterschied zu den von der Natur geformten Links – zeichneten sich durch bestrafendes Design aus. Dies bedeutet, dass grundsätzlich ein ganz bestimmter Golfschlag gefordert und jegliche Abweichung davon durch Hindernisse bestraft wird. Da der häufigste Fehlschlag damals der getoppte Schlag (ein nur knapp über dem Boden fliegender Ball) war, wurden die Bunker mit hohen Wällen versehen. Dadurch sollte verhindert werden, dass ein eigentlich misslungener Ball über den Bunker hinausrollte und annähernd dieselbe Position erreichte wie ein guter Treffer. Walter J. Travis empfahl 1901 in Practical Golf die Spielbahnen so anzulegen, dass man je nach Loch einen, zwei bzw. drei perfekte Schläge benötigte, um das Grün zu erreichen. Weniger perfekte Schläge sollten durch Bunker abgefangen werden, so dass der bessere Spieler auf jeden Fall mit einer niedrigeren Schlagzahl auf dem Grün wäre und das Loch nur noch durch schlechtes Putten verlieren könne. Selbst der als Kritiker des Cross Bunkers hervorgetretene Horace Hutchinson wies 1899 in einem Artikel darauf hin, dass Spielbahnen, deren Länge nicht ein Vielfaches von einem perfekten Drive (damals etwa 180 Yards) betrage, inhärent unfair seien. Wäre ein Loch beispielsweise anderthalb oder zweieinhalb Drives lang, so könne ein Spieler einen schlechten Schlag kompensieren und dennoch mit demselben Score auf dem Grün sein wie der Spieler, der gar keinen Fehler gemacht habe.
Eines der bekanntesten Beispiele für bestrafendes Design ist der Oakmont Country Club, der 1903 von Henry C. Fownes entworfen wurde. Zahlreiche Entwässerungsgräben, enge Fairways, extrem schnelle und ondulierte Grüns, sowie fast 220 Bunker sollten dafür sorgen, dass ein schlechter Schlag unwiderruflich ein verlorener Schlag war. Trotz der hohen Reputation dieses Platzes, der seit seiner Eröffnung regelmäßig für die bedeutendsten Turniere ausgewählt wurde, konnte sich die bestrafende Designphilosophie in der Fläche nicht durchsetzen. Statistisch betrachtet bestehen Golfclubs hauptsächlich aus Freizeitspielern durchschnittlicher Spielstärke, die zumeist nicht bereit sind als Mitglied einen Platz zu finanzieren, den sie selbst kaum bewältigen können.

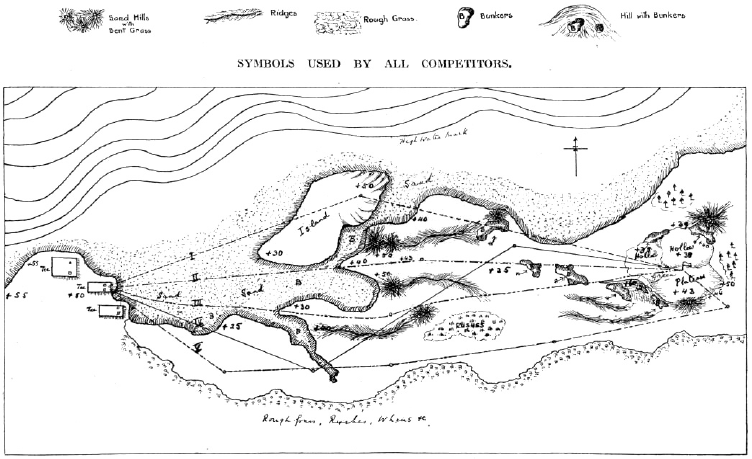
Alister MacKenzies siegreicher Beitrag zum Wettbewerb der Golfarchitektur, den die Zeitschrift Country Life 1914 ausschrieb: ein Par 4 mit fünf Wegen zum Grün.

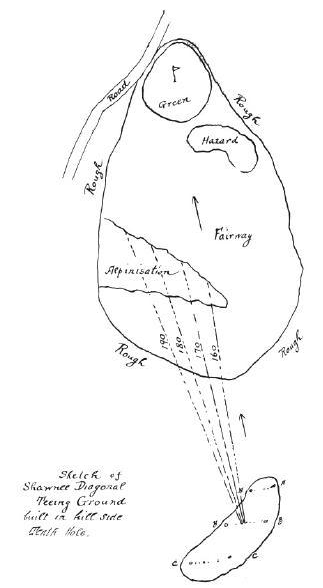
A. W. Tillinghasts Skizze (Loch 10, Shawnee-on-the-Delaware) zeigt ein heroisches Element: der Spieler entscheidet selbst wie aggressiv er das diagonale Hindernis attackiert. Je weiter links er zielt, desto länger muss der Schlag sein, desto besser aber auch der Winkel ins Grün.

Die strategische Designphilosophie, die im goldenen Zeitalter aufkam, adressiert dieses Problem der unterschiedlichen Spielstärken dadurch, dass auf jeder Spielbahn mehrere Wege zum Grün angeboten werden. Sie unterscheiden sich durch Art und Schwierigkeit der Hindernisse bzw. der Schläge, die notwendig sind, um diese zu überwinden. Bereits am Abschlag wird der Golfer gezwungen sich Gedanken über die Strategie des Loches zu machen und eine Route auszusuchen, die entsprechend seiner Spielstärke ein gutes Verhältnis von Risiko zu Belohnung verspricht. Zumeist ist der kürzeste Weg zum Grün der schwierigste, so dass nur ein guter Spieler ihn ohne Schlagverlust bewältigen kann. Der durchschnittliche Spieler soll eine einfachere Variante wählen und dadurch trotz des zusätzlichen Schlages, den die längere Strecke bedingt, einen für ihn optimalen Score erzielen.
Aber auch der gute Spieler soll nicht stereotyp gezwungen werden lang und gerade zu schlagen, vielmehr soll er im Verlauf einer Runde jeden Schläger in seinem Bag einsetzen müssen, so dass im Idealfall der vielseitigste Golfer am Ende das beste Ergebnis erzielt. Außerdem ist ein Golfplatz, der ganz unterschiedliche Herausforderungen bietet, wesentlich abwechslungsreicher und damit interessanter zu spielen. Golfplätze wie der Old Course in St Andrews konnten sich ihre Faszination hauptsächlich aus diesem Grund über die Jahrhunderte hinweg bewahren.
Ein Hauptmerkmal bei der Umsetzung der strategischen Gestaltungsweise ist die variable Platzierung von Hindernissen. Die meisten Spieler haben typische Fehlschläge, also beispielsweise Abweichungen nach rechts oder links, zu kurze oder zu flache Schläge. Aus diesem Grund befinden sich die Hindernisse mal auf der linken Seite der Spielbahn, mal auf der rechten Seite, mal direkt vor dem Abschlag und manchmal auch genau in der Mitte des Fairways, um dem Spieler eine Entscheidung abzuverlangen. Manche Hindernisse sind flach (Bunker, Rough) und andere nur mit einem hohen Schlag zu überwinden (Bäume, Wasser). Auf diese Weise gelingt es auch die unterschiedlichen Spielstärken zu berücksichtigen: typischerweise kann sich ein weit schlagender Golfer durch das riskante Überspielen eines Bunkers einen freien Schlag ins Grün erarbeiten, wohingegen der kurze Spieler seinen Ball zwar sicher vor dem Bunker ablegen kann, dann jedoch beim zweiten Schlag mit einer Schwierigkeit konfrontiert wird, die von der Position des langen Abschlägers aus nicht ins Spiel kommt.
Die vermutlich ersten, bewussten Versuche einer strategischen Gestaltung wurden im Jahr 1900 durch Stuart Paton und John L. Low im Woking Golf Club unternommen. Beispielsweise setzten sie zwei Bunker in die Mitte eines Fairways, um so ein strategisches Spiel zu erzwingen. Diese Umgestaltung des vierten Lochs war höchst umstritten, da viele Mitglieder die Meinung vertraten ein langer, gerader Abschlag dürfe nicht bestraft werden. Low vertrat jedoch die Meinung kein Bunker könne jemals unfair sein, egal wo man ihn platziere. Der Golfer könne bei einem Zentralbunker beispielsweise links, recht, kurz oder darüber spielen – schlage er jedoch hinein, so habe er offensichtlich die falsche Wahl getroffen und sei somit selbst schuld.
Zu einem strategisch geplanten Platz gehören breite Fairways, denn mehrere Wege zum Grün benötigen naturgemäß mehr Raum. Aus demselben Grund ist auch größerer Baumbestand eher hinderlich. Viele strategische Golflöcher wurden im Lauf von Jahrzehnten zu bestrafenden aufgrund der Pflanzung zunächst attraktiv scheinender Bäume, die jedoch interessante Winkel und Spielkorridore blockierten. Die lange Zeit weit verbreiteten einreihigen Beregnungsanlagen verkleinerten die Fairways zusätzlich, da sie nur etwa die Hälfte einer Spielbahn wässern konnten. Aufgrund des grüneren Grases spielten viele Golfer dann automatisch nur noch auf dem bewässerten Teil, die Greenkeeper ließen das Gras seitlich davon höher wachsen, da es dann nicht so braun wirkte. Viele der vom Architekten ursprünglich vorgesehenen Optionen gerieten so in Vergessenheit. Bei Restaurierungsprojekten in den letzten Jahren wurden auf manchen Plätzen mehrere Generationen von seitlichen Entfernungspfählen oder anderen Golfplatzelementen bis zu 30 Meter tief im Wald gefunden. Auf immer mehr klassischen Golfplätzen werden daher regelrechte Rodungsprogramme durchgeführt, teilweise auch heimlich im Winter oder bei Nacht aufgrund erheblichen Widerstands von Seiten der Mitglieder.
Auch Ausgrenzen verengen das Spielfeld und wurden im goldenen Zeitalter deshalb nur selten verwendet. Allerdings gab es auch deutlich weniger Sicherheitsbedenken als heutzutage, wo Wohnbebauung am Golfplatz sehr beliebt ist und viele Anlagen an öffentliche Verkehrswege angrenzen. Haftungsrisiken, Schadensersatzprozesse und andere rechtliche Probleme waren weitgehend unbekannt, so dass nur selten die Notwendigkeit bestand die Golfer auf ein exakt definiertes Areal zu beschränken.
Ein weiterer Vorteil des offenen Geländes ist es, dass aufgrund der Variable „Wind“ zusätzliche strategische Varianten ins Spiel kommen. Mit dem Wind im Rücken kann der Spieler durchaus eine anspruchsvollere Route als sonst wählen, da er nun Hindernisse überwinden kann, die er sonst nicht erreicht. Bei Gegenwind ist es oft umgekehrt, es kommen Hindernisse ins Spiel, die sonst leicht überwunden werden. Auch seitlicher Wind kann erheblich in die Strategie eines Loches eingreifen. Da es häufig eine vorherrschende Windrichtung gibt, kann diese bereits bei der Planung des Platzes einbezogen werden.

#### Das Grün als bestimmendes Element

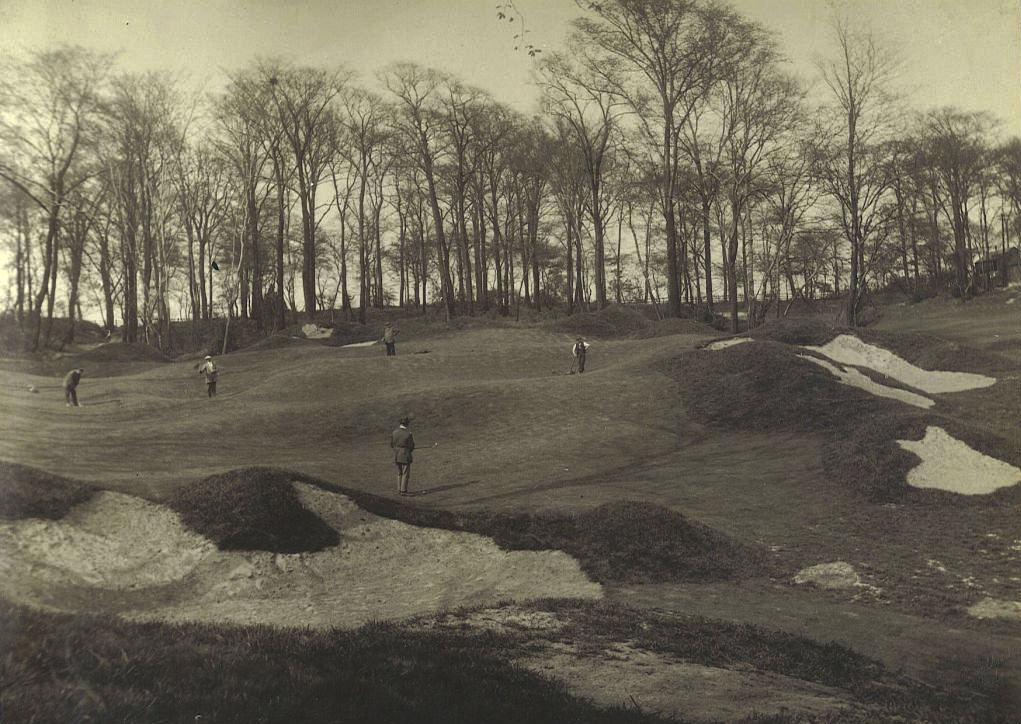
Aufwändige Grünkomplexe, wie dieser von Alister MacKenzie in Sitwell Park, bestimmen die Strategie bis zurück zum Abschlag.

Von Charles Blair Macdonald ist der Aphorismus überliefert, dass sich das Grün zum Platz verhielte wie das Gesicht zum Porträt. Eine derart zentrale Bedeutung kam den einfach strukturierten und flachen Puttflächen des viktorianischen Zeitalters nicht zu, das Einlochen des Balles wurde eher als lästige Pflicht, denn als Kür betrachtet. Im goldenen Zeitalter hingegen entstanden regelrechte Grünkomplexe, die größer, ondulierter und schneller als je zuvor waren und deren direkte Umgebung in die Gestaltung mit einbezogen wurde.
Dies hatte zur Folge, dass die Schwierigkeit einer Spielbahn in weiten Teilen vom Aufbau des Grüns bestimmt wurde. Traditionell plante man Löcher vom Abschlag über das Fairway bis hin zum Grün. Im goldenen Zeitalter hingegen kehrten die Architekten diese Reihenfolge um und entwickelten so ein zentrales Prinzip der modernen Golfplatzplanung. Dabei sucht der Golfarchitekt zunächst einen geeigneten Ort für das Grün, dann erst legt er einige Stellen fest, von denen aus die Fahne mit unterschiedlichem Risiko angespielt werden kann. Diese Winkel schafft er beispielsweise durch eine gezielte Ondulierung der Puttfläche oder durch die Platzierung von Bunkern. Auch die Höhe des Grases um das Grün herum und erhebliche Schräglagen sollen die Entscheidung des Spielers beeinflussen. Ausgehend von den mehr oder weniger idealen Positionen zum Anspiel des Grüns, wird die Spielbahn nun weiter nach hinten geplant. Um den besten Winkel ins Grün preiszugeben, fordert der Architekt in der Regel einen schwierigen vorherigen Schlag. Der schwächere Spieler kann mit einem weniger anspruchsvollen Schlag dann nur eine der schlechteren Positionen erreichen.
Der Golfarchitekt Arthur Hills nennt als Beispiel für diese Art der Planung, dass ein Bunker rechts vor dem Grün normalerweise ein Hindernis auf der linken Seite des Fairways nach sich zieht. Wer dieses Hindernis erfolgreich konfrontiert, wird mit einem freien Schlag ins Grün belohnt. Wer seinen Ball hingegen auf der sicheren, rechten Seite des Fairways platziert, muss den Grünbunker überwinden. Diese Art der Gestaltung wird gelegentlich umschrieben mit „das Par am Grün verteidigen“.
Häufig wird die starke Betonung der Grünkomplexe als Merkmal der strategischen Designphilosophie gesehen, da sie die Entstehung mehrerer alternativer Routen begünstigt. Es gibt aber einen zusätzlichen Effekt, der unabhängig vom golferischen Charakter des Platzes ist. Mit der Einführung diverser technischer Innovationen bei Schläger und Bällen war es insbesondere in den 1920er Jahren zu einem erheblichen Längengewinn bei allen Golfschlägen gekommen, einzig das kurze Spiel profitierte kaum von der verbesserten Ausrüstung. Ein Ende dieser Entwicklung war nicht abzusehen (und ist in der Tat bis heute nicht eingetreten), aus diesem Grund erschienen Investitionen in die Gestaltung der Grüns schlichtweg zukunftsträchtiger. Herbert Fowler formulierte es so, dass den Golfarchitekten gar keine andere Möglichkeit bliebe als die Grüns schwierig zu gestalten, da die Ballhersteller die Integrität der führenden Golfplätze bereits kompromittiert hätten. Eine Verlängerung der Fairways wurde hingegen kritisch gesehen, Alister MacKenzie brachte es auf die griffige Formel, dass man bereits einem Punkt angelangt sei, wo zu viel gegangen und zu wenig Golf gespielt würde.

#### Verzicht auf Rough

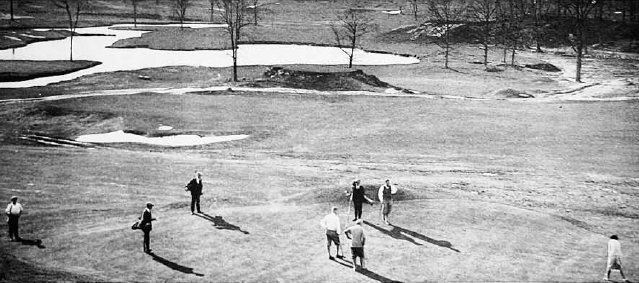
Durch den Verzicht auf Rough entsteht eine größere Spielfläche, die Löcher gehen nahtlos ineinander über wie hier bei den beiden von Walter J. Travis gestalteten Plätzen des Westchester Biltmore Country Club (1922).

Im Unterschied zu den bisher genannten gestalterischen Merkmalen ist der Verzicht auf Rough keine Entwicklung, die ältere Prinzipien überwinden sollte. Tatsächlich wurde das Konzept „Rough als absichtsvoll eingesetztes Hindernis“ erst mitten im goldenen Zeitalter populär. Insoweit, als die Architekten des goldenen Zeitalters diese Entwicklung ablehnten, kann dennoch von einem gestalterischen Merkmal gesprochen werden, das insbesondere eine Abgrenzung zu modernen Golfplätzen erlaubt. Die heute wichtigen Funktionen des Rough als ökologische Ausgleichsfläche und optische Abgrenzung spielten damals noch keine Rolle. Das hohe Gras am Rande der Fairways sollte einerseits dazu dienen den Golfplatz enger und schwieriger zu gestalten, um den immer länger schlagenden Spielern Paroli bieten zu können. Andererseits sollten auf den immer stärker frequentierten Golfplätzen, für die zudem immer weniger Raum zur Verfügung stand, Gefahrenpunkte eliminiert werden.
Max Behr kritisierte als einer der ersten die Einführung von Rough auf den Golfplätzen. Er wies darauf hin, dass Rough kein Hindernis im strategischen Sinne sei, da es weder den direkten Weg zum Grün verteidigen, noch einen indirekten schaffen würde. Stattdessen würden lediglich Bälle auf Abwegen noch stärker bestraft. Somit müsse der Spieler gegen seine eigene Unzulänglichkeit antreten, was zu Frustration und negativen Gedanken führe. Erstrebenswert sei hingegen eine positive Beschäftigung mit den verschiedenen Optionen auf dem Weg zum Grün. Alister MacKenzie bezweifelte zudem die Effektivität des Rough als Sicherheitspuffer: Golfer schlügen aufgrund der Existenz von Rough nicht gerader, vielmehr verlängere sich lediglich ihr Aufenthalt in der eigentlich zu schützenden Gefahrenzone. Außerdem brächten Golfplätze mit engen Fairways und Rough schlechte Golfer hervor, denen jeglicher harmonische Spielrhythmus abgehe und die mangels Alternativen einen verkrampften und einfallslosen Stil pflegten.
Unisono kritisierten die Architekten des goldenen Zeitalters auch die Tatsache, dass Bälle im Rough häufig nicht mehr gefunden würden, was zusammen mit den längeren Suchzeiten die Freude am Spiel erheblich beeinträchtigen könne. MacKenzie postulierte sogar, dass kein Loch als perfekt gelten könne, wenn es nicht in Gänze mit einem Putter spielbar wäre. Zudem sei ein Streifen Rough, der sich vom Abschlag 100 Meter weit erstrecke, einerseits völlig uninteressant für einen guten Spieler, andererseits aber äußerst ärgerlich für einen Anfänger.

#### „Fast and Firm“
Im 19. Jahrhundert, als das Greenkeeping noch nicht sehr weit entwickelt war, trockneten die Golfplätze im Sommer aus und die Fairways wurden hart und schnell. Der Ball rollte nach der Landung eine erhebliche Strecke aus, so dass die Unebenheiten des Fairways taktisch genutzt werden konnten, um eine günstige Position zu erreichen. Viele durch die Luft kaum anvisierbare Stellen des Golfplatzes konnten durch einen rollenden Ball ohne großes Risiko erreicht werden, da er den natürlichen Ondulationen des Geländes folgte.
Allerdings waren diese Platzbedingungen nicht bei allen Golfern beliebt. Zum einen versprangen gelegentlich auch gute Schläge in eine ungünstige Position, auf manchen Fairways war der Ball sogar völlig unkontrollierbar. Zum anderen widersprach das ausgetrocknete, braune, wie abgestorben wirkende Gras dem ästhetischen Empfinden der meisten Spieler. Aus diesen Gründen begann man insbesondere in den USA zunächst die Grüns und später die Fairways zu wässern, es wurde zu einem Qualitätskriterium, wenn der Ball auf dem Grün sofort stoppte und auf dem Fairway nur kurz ausrollte. Das sogenannte „Target Golf“ wurde geboren, also eine Spielweise, bei der man den Ball immer direkt im Ziel landen ließ. Zuvor war es nur selten möglich ein Grün direkt anzuspielen, man musste den Ball in der Regel lange vorher landen und darauf rollen lassen. Bei gut gewässerten und somit weichen Grüns blieb der Ball hingegen nach der Landung sofort liegen oder rollte aufgrund des Backspin sogar noch ein Stück zurück.
Die Architekten des goldenen Zeitalters wandten sich in der Folge gegen immer grünere Golfplätze, denn das „Ground Game“ (das Spiel mit dem rollenden Ball über den Boden) fiel ihnen fast gänzlich zum Opfer. Eine ganze Facette des Golfspiels verschwand, die meisten Spieler lernten den sogenannten „Run-up Shot“ gar nicht mehr, da sie ihn nie brauchten. Einzig die britischen Championship Links behielten traditionelle Pflegepraktiken bei, so dass sich sogar Profis äußerst schwer taten, wenn sie erstmals unter diesen Bedingungen antreten mussten. Das berühmteste Beispiel ist Bobby Jones, der 1921 bei seinem ersten Auftritt auf dem Old Course die Scorekarte zerriss und aufgab. Später erlernte er jedoch das Ground Game und änderte seine Meinung diametral. Für Augusta National, seinen eigenen Golfplatz, wählte er als Architekten einen Befürworter von schnellen und festen Fairways: Alister MacKenzie vertrat nämlich die Meinung die meisten amerikanischen Grüns seien überbewässert und gab seiner Hoffnung Ausdruck diesen Fehler in Augusta nicht zu wiederholen.

## Gegenbewegungen

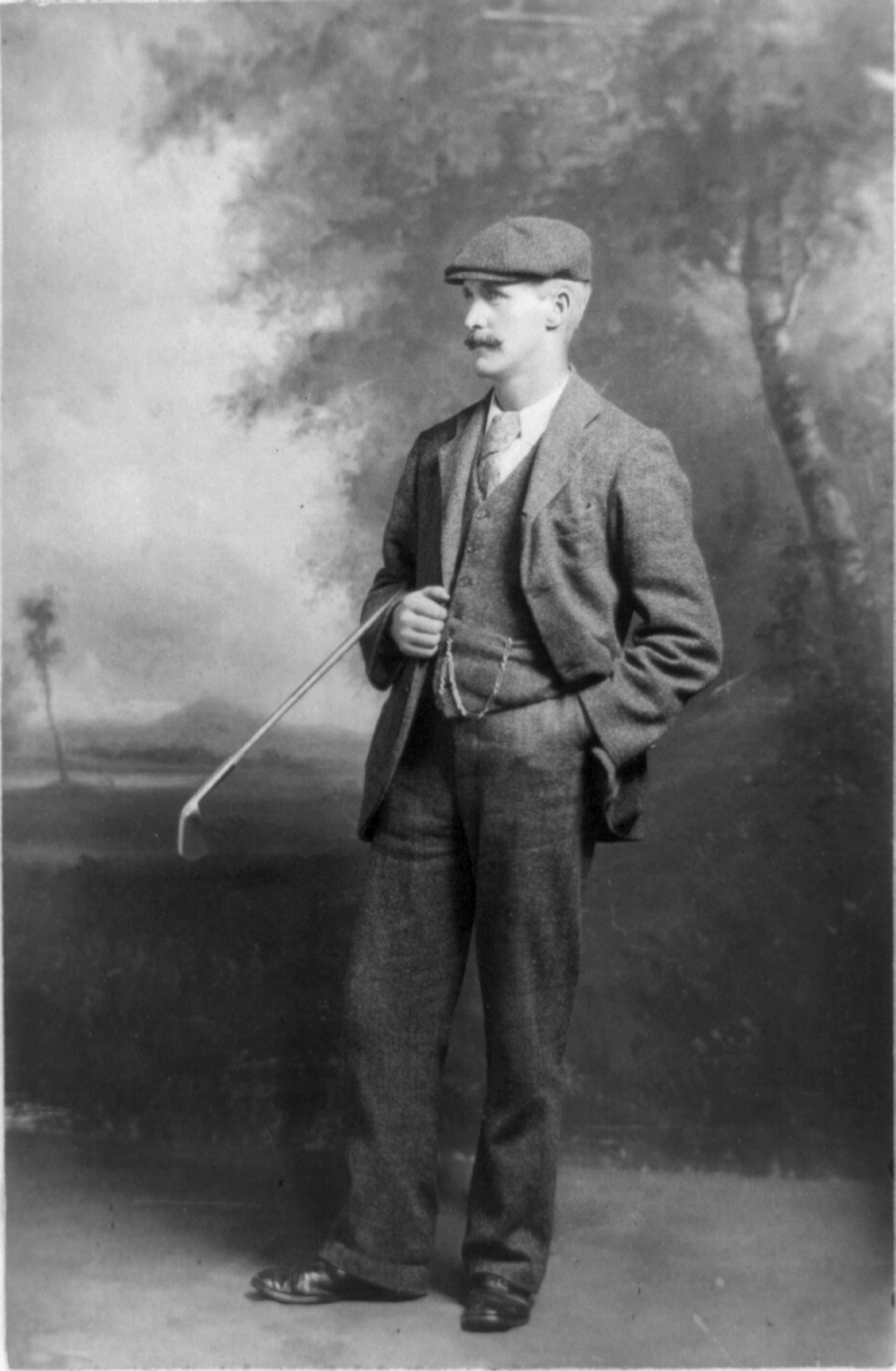
J. H. Taylor, 1913.

Nicht alle Golfarchitekten, die während des goldenen Zeitalters tätig waren, verschrieben sich den genannten Gestaltungsprinzipien oder sahen sich gar als Teil einer innovativen Bewegung. Insbesondere einige Profispieler – an vorderster Front John Henry Taylor – wandten sich gegen die neuen Ideen. Ein Grund war sicher, dass die Profis ihr Quasi-Monopol beim Entwurf von Golfplätzen erhalten wollten. Häufig wurde daher das Argument ins Feld geführt nur ein sehr guter Spieler könne einen herausfordernden Golfplatz bauen, da nur er alle Facetten des Golfspiels aus eigener Erfahrung kenne. Teilweise vertreten erfolgreiche Tourspieler diese Meinung noch heute, so etwa Jack Nicklaus, der nach seiner Profikarriere ins Golfarchitekturfach wechselte.
Weitere Kritik an den damals neuen Gestaltungsprinzipien hob mehr auf eine Erhaltung der althergebrachten Traditionen ab, so bedauerte J. H. Taylor beispielsweise die Abschaffung des Cross Bunker und prognostizierte, dass über kurz oder lang die Qualität dieses Fairwaytrenners erkannt und die „alte Ordnung“ wiederhergestellt würde. Damit behielt er allerdings unrecht, die formale Gestaltungsweise der viktorianischen Periode spielt aus heutiger Sicht keine Rolle mehr.
Als wesentlich beständiger erwies sich Joshua Cranes Meinung, die er 1926 in einer Serie von Artikeln vorstellte. Er hatte ein Bewertungssystem für Golfplätze entwickelt, das jedem Teil einer Spielbahn (Abschlag, Fairway, Rough, Hindernisse, Grün) eine bestimmte Punktzahl sowohl für den architektonischen Wert, als auch für den Pflegezustand zuordnete. Die Summe dieser Punktzahlen verrechnete er dann nochmals mit allgemeinen Platzfaktoren (Wind, Par-Zahl, Länge, Routing) und erhielt am Ende eine Maßzahl für den Wert des Platzes. Von 14 britischen Plätzen, die er so bewertete, landete der Old Course von St Andrews auf dem letzten Platz, was die Kritik unter anderem von Alister MacKenzie, Max Behr und Bobby Jones herausforderte. Cranes System widersprach den Gestaltungsprinzipien des goldenen Zeitalters beispielsweise darin, dass er das Vorhandensein von Rough positiv bewertete. Außerdem spielte der Pflegezustand des Platzes eine vergleichbar große Rolle wie sein Design. Blinde Schläge und Zufallsfaktoren führten zu Punktabzug, das System schien generell eine gewisse Standardisierung zu fordern. Ein Eckpfeiler des Denkens im goldenen Zeitalter war jedoch der Abwechslungsreichtum und daraus abgeleitet der Verzicht auf jegliche Formalisierung.
Die heutige Course-Rating-und-Slope-Berechnung der USGA ähnelt in vielerlei Hinsicht Joshua Cranes System und seine Vorstellung eines „fairen“ Golfplatzes spielt immer noch eine große Rolle, insbesondere wenn es darum geht, Golfplätze für die Profi-Touren zu bauen.
Ein anderes Argument, das gegen die Bedeutung des goldenen Zeitalters ins Feld geführt wird, ist, dass natürlicherweise nur die besten Plätze auf Dauer überleben, mittelmäßige und schlechte Anlagen hingegen verschwinden im Lauf der Zeit zugunsten finanziell attraktiverer Nutzungsmöglichkeiten des entsprechenden Geländes. Insoweit sei die durchgängig hohe Qualität der aus dem goldenen Zeitalter erhaltenen Golfplätze eher mit dieser zwangsläufigen Entwicklung zu erklären, denn mit einer Phase besonderer Kreativität. Außerdem hätten sich die Architekten damals noch die besten Flächen aussuchen und diese – mangels Umwelt- bzw. Tierschutzauflagen – nach Belieben verwenden können.

## Heutige Rezeption
Viele der im goldenen Zeitalter entstandenen Plätze existieren mittlerweile nicht mehr oder wurden komplett umgestaltet. Insbesondere der bedeutende Golfarchitekt Robert Trent Jones, der für eine heroische Designphilosophie (Zitat: „hard par, easy bogey“) stand und das sogenannte „Target Golf“ popularisierte, sorgte durch seine einflussreichen Entwürfe dafür, dass die Prinzipien des goldenen Zeitalters nach dem Zweiten Weltkrieg weitgehend in Vergessenheit gerieten. Insbesondere fiel das Prinzip des Grüns als bestimmendem Element den in moderner Zeit geforderten Grüngeschwindigkeiten zum Opfer. Würde man die stark ondulierten Grünkomplexe des goldenen Zeitalters auf heute übliche Geschwindigkeiten von mehr als 10 auf dem Stimpmeter trimmen, so wären sie selbst für Tour-Profis unspielbar. Aus diesem Grund wurden die Puttflächen vieler Meisterschaftsplätze durch Abflachung entschärft.
Gegen Ende des 20. Jahrhunderts kamen dann wieder vermehrt konservative Renovierungsansätze bis hin zur Restaurierung auf. Auch beim Bau neuer Plätze etablierte sich der sogenannte Minimalism, der eine Rückbesinnung auf viele Werte des goldenen Zeitalters propagiert.
Ein bekanntes Gegenbeispiel ist hingegen Augusta National, der fortlaufend verändert wird, um den heutigen Spielern beim Masters standhalten zu können. Ein guter Teil des ursprünglich strategischen Charakters ging dabei verloren, beispielsweise durch die Einführung von Rough und die Pflanzung vieler Bäume. Auch einige klassische, bestrafende Kurse wie Oakmont oder Pine Valley haben an Bedeutung eher noch zugelegt, nicht zuletzt aufgrund ihres auch für Weltklassespieler hohen Schwierigkeitsgrades.
Die meisten Golfplätze sind jedoch naturgemäß Anlagen durchschnittlichen Anspruches, bei denen die Umsetzung der Gestaltungsprinzipien des goldenen Zeitalters häufig knappen Budgets oder mangelndem Hintergrundwissen zum Opfer fällt. Lediglich die damals aufgekommene Idee, unterschiedliche Bahnlängen durch mehrere Abschläge zu realisieren, hat sich auf breiter Front durchgesetzt. Ansonsten sind tiefes Rough, enge Fairways, artifiziell wirkende Landformen und ein genereller Mangel an Optionen, insbesondere für das Spiel über den Boden, keine Seltenheit.
Dennoch spricht die Zahl der aus dem goldenen Zeitalter erhaltenen Plätze und ihre Bedeutung, wie sie an den verschiedensten Ranglisten abgelesen werden kann, für die Validität der damals aufgekommenen Gestaltungsprinzipien. Beispielsweise führt das Golf Magazine aktuell (2007) nur acht moderne Layouts in den Top 50, von denen auch noch fünf dem Minimalism zuzurechnen sind. Ein ähnliches Bild präsentiert Jahr für Jahr das „Top 100 Golf Courses“ Projekt (siehe Weblinks), für das Rankings aus verschiedenen Quellen in einer Datenbank konsolidiert werden.

## Architekten des goldenen Zeitalters

### Willie Park Jr. (* 1864; † 1925)

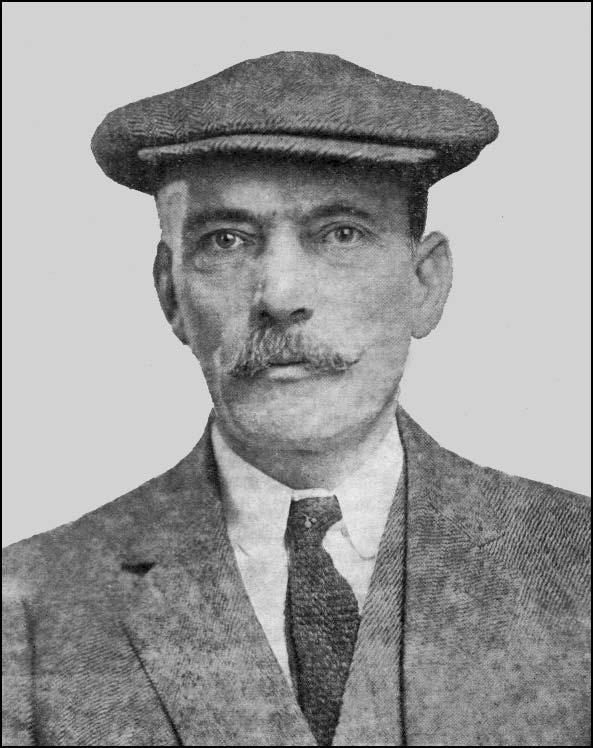
Willie Park Jr., 1917.

Neben einer erfolgreichen Karriere als Spieler und Schlägerhersteller widmete sich Willie Park Jr. schon im Alter von 22 Jahren der Golfplatzarchitektur. Insbesondere aufgrund seiner Pionierarbeit in Sunningdale und Huntercombe gilt er als einer der wichtigsten Vertreter des goldenen Zeitalters. Obwohl er teilweise noch viktorianische Hindernisse wie Erdwälle und kegelartige Erhebungen verwendete und ihm auch die bestrafende Designphilosophie (Bunker abseits der Spiellinie) nicht fremd war, so finden sich doch genügend strategische Elemente in seinen Layouts. Zumindest für Inlandsplätze war Parks natürliche Gestaltungsweise damals ein Novum, ebenso wie seine Bereitschaft, neben der Gestaltung auch den Bau der Plätze zu übernehmen. Als einer der ersten Golfarchitekten wagte er aufwändige Projekte, um unzugängliche, jedoch golferisch hervorragend geeignete Flächen zu erschließen. Insgesamt gehen knapp 200 Layouts in Europa und Nordamerika auf sein Konto, darunter der bedeutende US Open-Kurs in Olympia Fields, Illinois.

### William Herbert Fowler (* 1856; † 1941)
Herbert Fowler, ein guter Amateurspieler, erhielt 1902 von seinem Schwager den Auftrag, einen Golfplatz in Walton Heath anzulegen. Bereits kurz nach der Eröffnung im Mai 1904 hatte sich der Platz eine enorme Reputation erworben, so dass Fowler bald weitere Aufträge bekam. Nach dem Ersten Weltkrieg ging er eine Partnerschaft mit Tom Simpson ein, später kamen noch J. F. Abercromby und Arthur Croome dazu. Anfang der 1920er Jahre konzentrierte sich Fowler auf die USA (Eastward Ho!, 1924). Eines seiner Markenzeichen waren die sogenannten „Fowler Graves“, besonders tiefe, jedoch fair zu spielende Bunker, da ihre Front zum Grün hin nur allmählich anstieg. Bezüglich bestrafender Elemente und der natürlichen Gestaltungsweise führte er die Linie von Willie Park Jr. noch konsequenter fort. So benutzte er praktisch nie Wälle oder andere Einfassungen zur Akzentuierung seiner Grüns. Anstatt den Verlauf eines Fairways durch den Einsatz von spieltechnisch eigentlich nicht erforderlichen Bunkern oder anderen Elementen zu definieren, beließ er es lieber bei einer offenen Fläche. Fowler gilt als einer der maßvollsten Architekten des goldenen Zeitalters. Insgesamt arbeitete er an knapp 50 Plätzen.

### Harry Shapland Colt (* 1869; † 1951)

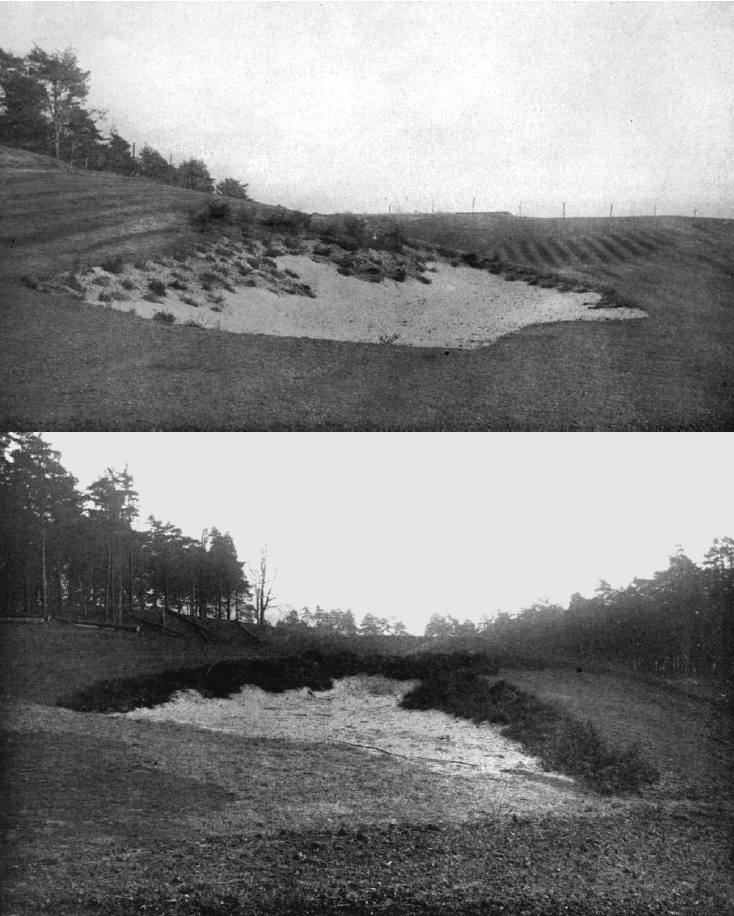
Harry S. Colt war unter anderem bekannt für seine naturnahe Bunkergestaltung.

Harry Colt arbeitete ab 1894 als Anwalt und assistierte nebenbei dem Professional Douglas Rolland beim Bau des Golfplatzes in Rye. 1901 wurde er Clubsekretär in Sunningdale und überarbeitete den dortigen Platz von Willie Park Jr. Bald akquirierte er bedeutende externe Aufträge: Alwoodley (1907, mit Alister MacKenzie), Stoke Poges (1908), Swinley Forest (1910), Woodhall Spa (1911), der Eden Course in St Andrews (1913) und St George’s Hill (1913) gehören heute zu den renommiertesten Plätze Großbritanniens. In den USA erarbeitete er 1914 das Routing für Pine Valley. Er zeichnete verantwortlich für die Umgestaltung von Royal Lytham and St. Anne’s (1919), den New Course in Sunningdale (1922), sowie für Wentworth (1924), Kennemer (Niederlande, 1927), La Mer in Le Touquet (1930) und als Krönung seiner Karriere Royal Portrush (1932). In Deutschland entwarf er mit John Morrison den Frankfurter GC (1928) und den Hamburger GC in Falkenstein (1930). Etwa 115 Golfplätze gelten als Soloprojekte Colts. Er war erste Golfarchitekt, der kein Berufsgolfer war und der für seine Routings und Bepflanzungspläne Zeichnungen anfertigte. Einhergehend mit dieser Professionalisierung beriet er die Golfclubs auch in agronomischen Fragen und leistete Pionierarbeit bei der Integration von Wohnbebauung. Dem Programm des goldenen Zeitalters entsprechend stand er für eine strategische und möglichst natürliche Gestaltungsweise und vertrat die Auffassung, ein guter Platz müsse so abwechslungsreich sein, dass jeder Schläger zum Einsatz käme. Dies versuchte er mit unterschiedlichen Bahnlängen und einer sparsamen, jedoch äußerst variablen und wirksamen Bebunkerung zu erreichen. Er war einer der ersten, der in Winkeln dachte: die vorteilhafte Spiellinie verteidigte er stärker als den sicheren Weg zum Grün.

### John Frederick Abercromby (* 1861; † 1935)
J. F. Abercromby heuerte um die Jahrhundertwende als Privatsekretär bei einem Investor an, der ihn einige Jahre später mit dem Bau eines Platzes im neuen Heideland-Stil beauftragte. „Aber“, so sein Spitzname, stellte Worplesdon mit Hilfe von Willie Park Jr. 1908 fertig und erhielt in der Folge den Auftrag für Coombe Hill (1909). Dort stieg Abercromby in einem Ballon auf, um das beste Routing durch einen Wald zu finden. Damit war er vermutlich der erste, der bei der Sondierung des zur Verfügung stehenden Geländes die Perspektive von oben suchte – ein Verfahren, das heute zum Standardrepertoire eines Golfarchitekten gehört. Danach hob er ein eigenes Projekt aus der Taufe: The Addington (1912), welches heute als sein bester Platz gilt. Nach dem Ersten Weltkrieg tat er sich mit Herbert Fowler, Tom Simpson und Arthur Croome zusammen, arbeitete aber nur sporadisch außerhalb von The Addington, das sein Lebenswerk werden sollte. Trotz seiner vergleichsweise geringen Produktivität zählt Abercromby zu den bedeutenden Vertretern des goldenen Zeitalters, da er den neuen Stil mit seinen frühen Arbeiten maßgeblich prägte.

### Charles Blair Macdonald (* 1855; † 1939)

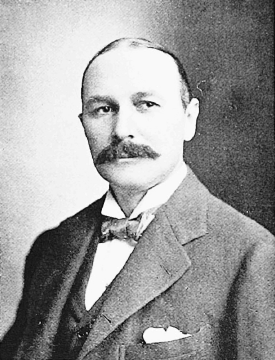
Charles Blair Macdonald, 1895.

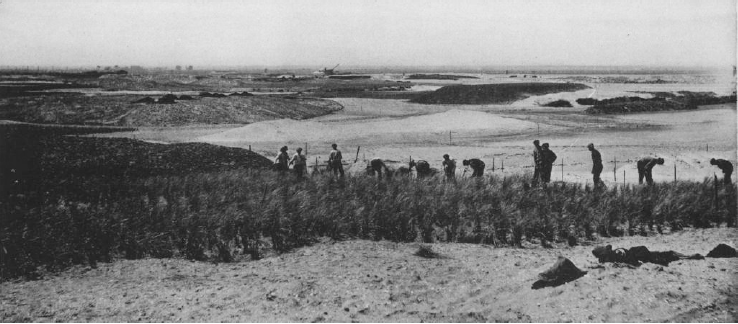
Bau von Loch 17 des Lido Golf Course, 1915. Die Pflöcke geben die Höhe des späteren Bodenniveaus an.

Einer der wichtigsten Pioniere des amerikanischen Golfsports war Charles Blair Macdonald. Neben einer erfolgreichen Karriere als Amateurspieler war er auch einer der Gründer der USGA und prägte im Jahr 1902 den Begriff „Golf Course Architect“ (Golfarchitekt). Nachdem er das Golfspiel bei Old Tom Morris in St Andrews gelernt hatte, kehrte er nach Chicago zurück und baute 1895 den noch heute existierenden Chicago Golf Club. Nach weiteren Studienaufenthalten in Europa schuf er mit den National Golf Links of America (1910) sein Lebenswerk. NGLA galt von Beginn an als einziger amerikanischer Platz, der sich mit den britischen Vorbildern messen konnte. Dies lag unter anderem auch daran, dass Macdonald bewusst die strategischen Prinzipien einiger berühmter Golflöcher für seine Zwecke adaptierte und damit das Prinzip des „Template Hole“ (Musterloch) erfand. Von ihm ist das Zitat überliefert, dass es nur vier oder fünf gute Golflöcher gebe und die lokale Szenerie für die Abwechslung zu sorgen hätte. Obwohl er der Kreativität wenig Raum zu geben schien, gelten seine Entwürfe nicht als bloße Kopien, sondern eher als Interpretationen. Er kopierte nie das Aussehen, sondern lediglich die strategischen Prinzipien der Originale, wobei er diese häufig auch veränderte.

### Donald Ross (* 1872; † 1948)

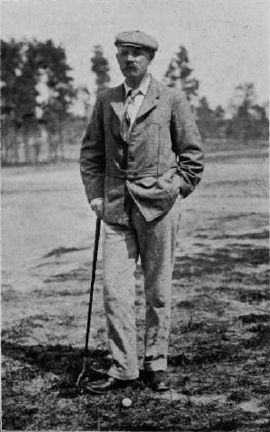
Donald Ross, 1905.

Der Schotte Donald Ross war einer der produktivsten Architekten des goldenen Zeitalters mit immerhin 413 neuen Layouts. Nach einer Ausbildung in Dornoch und St Andrews bei Old Tom Morris kam er 1899 in die USA und ließ sich dort als Head-Professional des Resorts in Pinehurst anheuern. Aus dieser Stellung heraus, die er sein ganzes Leben lang behielt, baute er das erste richtiggehende „Architekturimperium“ auf. Zeitweise arbeiteten 3000 Angestellte am Bau seiner Golfplätze in den ganzen USA. Neben Pinehurst #2, an dem er fortwährend feilte, gelten Oakland Hills (1918), Oak Hill (1926) und Seminole (1929) als seine besten Arbeiten. Ross popularisierte das gewölbte Plateaugrün, das zwar vorne in der Regel offen war, aber einen weniger als perfekten Annäherungsschlag nach allen Seiten abrollen ließ, da Ross das Gras um das Grün herum sehr kurz schneiden ließ. Ein besonderes Augenmerk legte er auf das Routing, so dass nur kurze Wege zwischen Grün und nächstem Abschlag zurückzulegen waren. Seine Plätze wirken harmonisch und oft sogar unauffällig, auch aufgrund der sparsamen, aber gezielten Bebunkerung. Gelegentlich bediente er sich sogar des Cross Bunkers, eigentlich ein Relikt aus der viktorianischen Zeit, das sich auf den meisten Ross-Plätzen allerdings nicht gegen moderne Ansichten halten konnte. Ein Jahr vor seinem Tod gründete Donald Ross die American Society of Golf Course Architects und wurde ihr erster Präsident.

### Alister MacKenzie (* 1870; † 1934)

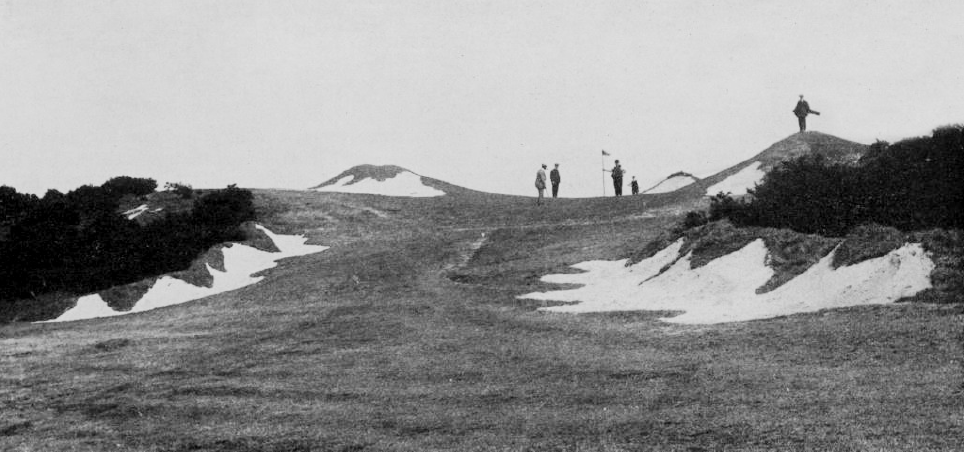
Alister MacKenzie popularisierte das Konzept der kunstvoll gestalteten Bunkerlandschaft, hier an Loch 2 des Headingley Golf Club bei Leeds.

Als niedergelassener Arzt gründete Alister MacKenzie mit Freunden den Alwoodley Golf Club und setzte dort seine für die damalige Zeit radikalen Ideen in Bezug auf Golfarchitektur durch. Harry Colt wirkte ab 1905 als sein Mentor, später als Partner. Nach einigen Aufträgen in Nordengland (Moortown 1909, Umgestaltung Headingley 1913) erlangte er 1914 nationale Berühmtheit, als er den Golfarchitekturwettbewerb der Zeitschrift Country Life gewann. In den 1920er Jahren förderte er vielerorts mit seinem Wissen die Entwicklung lokaler Kompetenz in Platzdesign und -bau. Insbesondere sein Australienaufenthalt (Royal Melbourne West, Royal Adelaide, Kingston Heath, New South Wales, sowie Titirangi in Neuseeland) gilt als Keimzelle der Golfarchitektur auf dem fünften Kontinent. 1929 siedelte er nach Kalifornien über und schuf in den USA eine Reihe bedeutender Plätze (Pasatiempo, Crystal Downs, Cypress Point und Augusta National). Die Qualität seiner Arbeit gilt vielen Experten als unerreicht, beispielsweise führt ihn Ian Andrew auf Platz 1 seiner Golfarchitekten-Rangliste. MacKenzie verfügte über ein derart großes Repertoire an Gestaltungsmöglichkeiten, dass er keinem bestimmten Stereotyp zugeordnet werden kann. Jedes Element seiner Golfplätze, ob Routing, Bunkergestaltung, Grüns oder naturbelassene Flächen spielt sowohl in strategischer, als auch in ästhetischer Hinsicht eine eigenständige und klar definierte Rolle. Dennoch gelang es MacKenzie immer wieder den Eindruck einer harmonischen und dem natürlichen Verlauf des Geländes folgenden Spielfläche zu schaffen. Besonders auf schwierigem Terrain zeichnete er sich immer wieder durch unkonventionelle Lösungen aus. Dabei verzichtete er gelegentlich sogar auf die strategische Gestaltung, wenn dadurch eine besonders dramatische Spielsituation geschaffen werden konnte.

### James Braid (* 1870, † 1950)

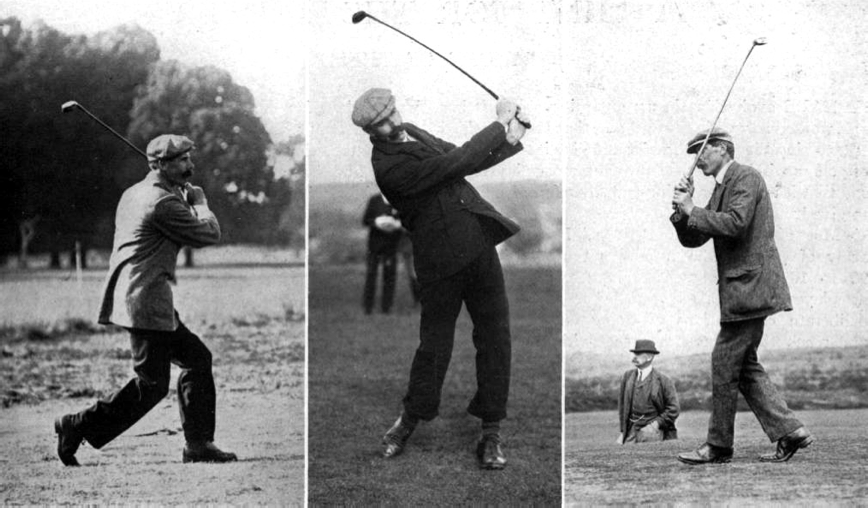
James Braid, 1901.

James Braid war einer der besten Spieler seiner Zeit, unter anderem gewann er fünf Mal die Open Championship. Nach seinem Rückzug vom Wettkampfgolf arbeitete er als Golfarchitekt an über 200 Plätzen in Großbritannien. Zu seinen wichtigsten Entwürfen zählen St Enodoc (1907), Pennard (1908), Gleneagles (Queen’s Course 1917, King's Course 1919), Brora (1923), Royal Musselburgh (1926), Perranporth (1927) und Boat of Garten (1930). Außerdem überarbeitete er eine Reihe von Open Championship Plätzen wie etwa Prestwick (1908), Royal Cinque Ports (1919), Carnoustie (1926) und Royal Troon. Aufgrund seiner eingeschränkten Reisetätigkeit verließ sich Braid auf topographische Karten und fertigte detaillierte Pläne und Skizzen an, die häufig ohne sein Zutun umgesetzt wurden. Seine beste Arbeit korreliert jedoch stark mit den Projekten, bei denen er eine hohe Präsenz vor Ort zeigte. Ein besonderes Talent hatte er für schwieriges Terrain, seine Entwürfe setzen sich immer wieder über traditionelle Layouts hinweg und folgen konsequent dem von der Natur vorgegebenen Gelände. Aus diesem Grund sind viele seiner Löcher blind und die Grüns oft klein und versteckt angelegt. Statt Bunkern, die häufig schon aus Platzgründen nicht möglich waren, stattete Braid seine Puttflächen gerne mit steil abfallenden Flanken aus, die das Anspiel enorm erschwerten.

### Charles Hugh Alison (* 1882; † 1952)
C. H. Alison begann seine Karriere 1906 als Assistent von Harry Colt, von 1908 bis 1914 war er Clubsekretär des Stoke Poges Golf Club. In der Folge assistierte er bei weiteren Plätzen Colts und wurde schließlich zum Partner. 1923 stieß John Morrison dazu, der sich mit Colt in der Folge auf Europa konzentrierte, während Alison in die USA ging und 1930 nach Japan. Ähnlich wie MacKenzie in Australien startete Alison in Japan eine Keimzelle der lokalen Golfarchitektur mit Plätzen wie Hirono (1932) und Kaiwana (1936). Insbesondere seine großen und tiefen Bunker erlangten einen hohen Bekanntheitsgrad und wurden sogar nach ihm „Arizons“ benannt, da es ähnliche Hindernisse in Japan bis dahin nicht gegeben hatte. Einige seiner Bunker waren größer als das Grün, das sie verteidigten. Seine weiteren Gestaltungsmerkmale sind Plateaugrüns und insbesondere der Einsatz von großen Wasserflächen, die im goldenen Zeitalter (und auch in Alisons Veröffentlichungen) aufgrund ihres bestrafenden Charakters eigentlich verpönt waren.

### Tom Simpson (* 1877; † 1964)
Laut Bernard Darwin inspirierte der berüchtigte Zentralbunker von Woking den Rechtsanwalt Tom Simpson zu einer Karriere als Golfarchitekt. 1910 trat er in die Firma Herbert Fowlers ein, der zu seinem Mentor wurde, bis er sich 1928 selbständig machte. Ein Jahr später erschien das mit Herbert Newton Wethered zusammen verfasste Buch „The Architectural Side of Golf“, in dem er die strategische Designphilosophie darstellte und – allerdings in anderem Zusammenhang – den Begriff des Goldenen Zeitalters einführte. Simpson war sowohl im Auftreten als auch in seiner Arbeit ein kompromissloser Exzentriker, seine Entwürfe wurden häufig als zu kapriziös und gelegentlich unfair kritisiert, was er jedoch als Beweis für die Qualität seiner Arbeit nahm. Eine seiner Spezialitäten waren kleine und scheinbar unbedeutende Mulden und Verwerfungen um das Grün herum, die viele vermeintlich gut gespielte Bälle ablenkten und über das rundum kurz geschnittene Gras in eine schwierige Lage rollen ließen. Er hielt Länge um der Länge willen für den falschen Weg einen Golfplatz schwieriger zu gestalten, stattdessen räumte er dem Zufall und der optischen Täuschung bis hin zu halb blinden Grüns großen Raum ein. Bernard Darwin sprach von „diabolical antics“ (teuflischen Possen) und Simpson selbst von „mad masterpieces“ (verrückten Meisterwerken). Neben Neuentwürfen wie Chantilly (1909), Fontainebleau (1909), Morfontaine (1911, 1927) und Hardelot Les Pins (1931) sind einige Redesigns bedeutend: Cruden Bay (mit Herbert Fowler, 1926), Royal Antwerp (1930) oder Royal Porthcawl (1937). In den 1930er Jahren arbeitete er häufig mit Molly Gourlay zusammen und wurde so zum ersten Golfarchitekten, der eine Frau zu Rate zog. Da er den Bau seiner Plätze persönlich überwachte, kam er inklusive einer Reihe von Kooperationen nur auf knapp 50 neue Layouts, sowie 30 Überarbeitungen.

### Albert Warren Tillinghast (* 1874; † 1942)

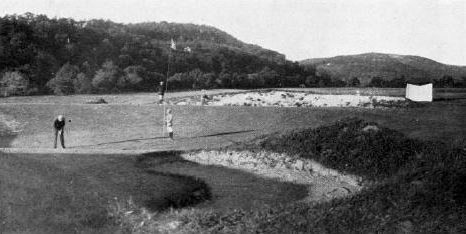
Das Punchbowl-Grün (Loch 12) von Shawnee-on-the-Delaware, 1914.

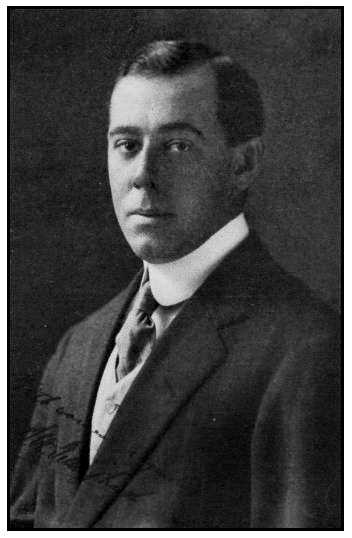
A. W. Tillinghast, 1909.

Wie Charles Blair Macdonald vor ihm war auch A. W. Tillinghast, genannt Tillie, ein Schüler von Old Tom Morris. 1909 bekam er von Freunden den Auftrag in Shawnee-on-the-Delaware einen Platz zu bauen, was zur Folge hatte, dass er fortan hauptberuflich als Golfarchitekt arbeitete. Bis zur Weltwirtschaftskrise war er gut im Geschäft mit Plätzen wie dem San Francisco Golf Club (1915), Baltusrol (1922), Winged Foot (1923), Baltimore (Five Farms East, 1926) und Bethpage Black (1936). Viele seiner Plätze werden noch heute für bedeutende Turniere verwendet, da Tillinghast die technologische Fortentwicklung, die zu immer größeren Schlaglängen führte, vorhersah. Er achtete von Anfang an darauf seine Spielbahnen so anzulegen, dass sie später problemlos verlängert werden konnten. Seine Arbeitsweise war ungewöhnlich für das goldene Zeitalter, das ja insgesamt eine Professionalisierung des Berufsstandes erbrachte. Tillinghast fertigte hingegen keine allzu aufwändigen Pläne an, sondern setzte eher auf spontane Inspiration während der Bauphase. Diese informelle Arbeitsweise führte dazu, dass seine Golfplätze keinen formulaischen Charakter bekamen, sondern individuell sehr verschieden ausfielen. In San Francisco beispielsweise unterstrich er den expansiven Charakter des Geländes durch entsprechend ausladende Fairways, monumentale Bunker (bis zu 2,50 Meter tief) und riesige Grüns. Winged Foot hingegen hat kleine Grüns, steile Bunker und kleinteilig ondulierte Fairways. In seinen Veröffentlichungen betonte Tillinghast immer wieder wie wichtig es sei, dass ein Loch nicht nur strategisch interessant, sondern auch optisch ansprechend gestaltet ist.

### William Flynn (* 1890; † 1945)

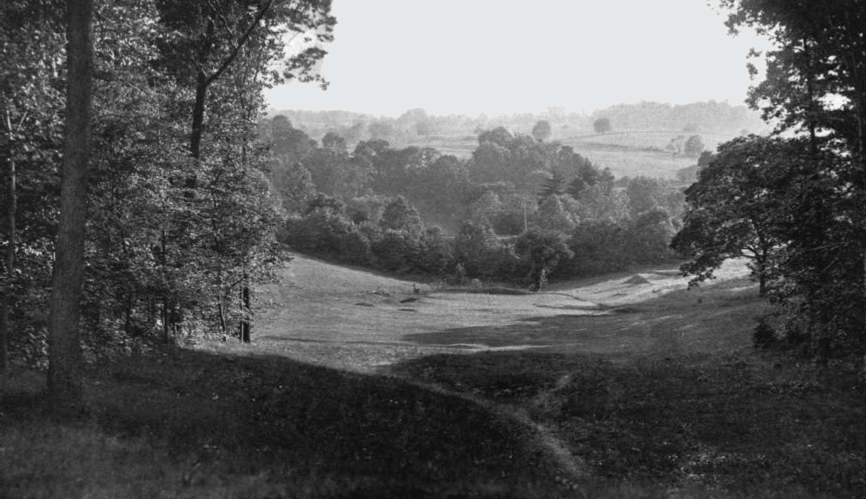
Merion East, Blick von Tee 4, 1914.

Seine erste feste Anstellung bekam William Flynn 1911 bei Hugh Wilson, der gerade ein Team zusammenstellte, um den Ostplatz von Merion zu bauen, der neben den National Golf Links of America bald einer der wichtigsten Plätze des frühen goldenen Zeitalters wurde. Nach dem Ersten Weltkrieg tat er sich mit dem Bauingenieur Howard C. Toomey zusammen, da sein Mentor Wilson aus gesundheitlichen Gründen nicht mehr in der Lage war als Golfarchitekt zu arbeiten. Mit Toomey baute er bis zu dessen Tod 1933 eine Reihe von renommierten Plätzen: Lancaster CC (1919), Cherry Hills (1923), Cascades Course at Homestead (1923), Manufacturers CC (1925), Philadelphia CC (1927), The Country Club at Brookline (1927, Erweiterung um 9 Loch) und als Krönung seiner Karriere der komplette Neubau von Shinnecock Hills (1931). Insgesamt lassen sich Flynn etwas mehr als je 30 Neuentwürfe und Umgestaltungen zuschreiben. Besonders auffällig ist bei seinen Spielbahnen, dass er sie häufig entgegen den natürlichen Konturen des Geländes führte und mit scharfen Abbrüchen und Schräglagen besondere schwer zu treffende Ziele schuf. Er ging bei der Planung äußerst methodisch vor, seine Konstruktionszeichnungen gehören zu den detailliertesten des goldenen Zeitalters. Flynns Bunkergestaltung war demzufolge weniger geprägt von ästhetischen Überlegungen, vielmehr stand der strategische Nutzen im Vordergrund. Er verzichtete auf alles, was keine zusätzlichen Optionen ins Spiel brachte, so dass seine Plätze gelegentlich als etwas schlicht oder untereinander zu ähnlich kritisiert werden. Dennoch wurde 1995 Shinnecock Hills für die 100. US Open unter vielen Bewerbern ausgewählt.

### George C. Thomas Jr. (* 1873; † 1932)

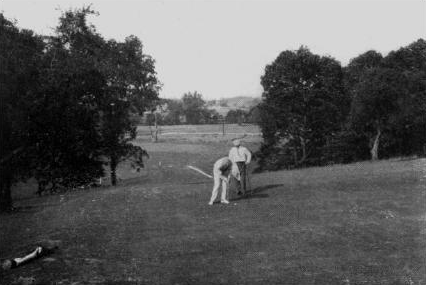
Grün 16 von Whitemarsh Valley, 1913.

Neben A. W. Tillinghast, William Flynn, Hugh Wilson und George Crump gehörte auch George C. Thomas zum inneren Kreis der Golfszene Philadelphias. Whitemarsh Valley, seinen ersten 18-Loch Platz, baute er 1908 auf dem Grundstück seiner Familie, davor hatte er bereits einen 9-Loch Platz in Marion entworfen. 1919 zog er nach Kalifornien um und entwarf in den nächsten zehn Jahren, zumeist mit seinem Assistenten William „Billy“ Bell, etwa 25 Plätze, von denen allerdings nur noch wenige erhalten sind und diese wenigen wurden mehr oder weniger stark verändert. Dazu gehören in erster Linie Riviera (1926), der Nordkurs des Los Angeles Country Club (1921, 1926), La Cumbre (1920), Griffith Park (36 Loch, 1923), Ojai Valley (1925) und Bel-Air (1927). Trotz seines relativ kleinen Portfolios gilt George C. Thomas als wichtiger Vertreter des goldenen Zeitalters, da er im Bereich der strategischen Gestaltung über herausragende Fähigkeiten verfügte und die zugrunde liegenden Prinzipien auch in seinem Buch „Golf Architecture in America“ dokumentierte. Beispielsweise konnte der Nordkurs des Los Angeles Country Club auf vier verschiedene Arten gespielt werden: von einem kurzen, eigenwilligen Par 69 bis zu einem langen, schwierigen Par 73 reichte die Bandbreite – einzig erreicht durch Umstecken der Fahnen und Abschlagsmarkierungen. Aufgrund dieser extrem hohen Variabilität musste er die Grüns nicht ganz so stark ondulieren wie viele seiner Kollegen, er bestimmte die Strategie eines Loches eher vom Tee und Fairway aus. Mit Hilfe von geschickt platzierten Bunkern eröffnete er – manchmal auch nur scheinbar – mehrere alternative Routen zum Grün und belohnte häufig den Spieler, der die Flugkurve des Balles (Draw, Fade) kontrollieren konnte.

### Seth Raynor (* 1874; † 1926)
Der Princeton-Absolvent und Bauingenieur aus Southampton hatte zunächst nichts mit Golf zu tun, bis Charles Blair Macdonald ihn 1908 anheuerte, um das Grundstück seiner geplanten National Golf Links of America zu vermessen. Bald beförderte er Seth Raynor zum Bauleiter und 1914 zum Partner. Zusammen realisierten sie u. a. Piping Rock (1913), Sleepy Hollow (1914), The Greenbrier (1915) und den Lido Course (1919), wobei sich Macdonald immer häufiger zurückzog und Seth Raynor das Feld überließ. Eines der ersten eigenen Projekte Raynors war 1917 der Platz auf Fishers Island, weitere bedeutende Plätze folgten mit Camargo (1921), Shoreacres (1921) und Yeaman’s Hall (1925). Ebenfalls erwähnenswert sind seine Redesigns des Chicago Golf Club (1923) und des Augusta Country Club (1926). Raynor heuerte 1921 mit Ralph Barton und Charles Banks zwei Assistenten an, dennoch blieb seine Arbeitslast hoch und er starb fünf Jahre später an einer Lungenentzündung. Charles Banks stellte die zu diesem Zeitpunkt laufenden Projekte fertig und entwarf in der Folge auch eine Reihe von Plätzen in Eigenregie, bevor auch er 1931 starb. Stilistisch trieb Seth Raynor das „Template Design“ auf die Spitze, indem er manchmal gleich mehrere Templates in einem Loch kombinierte. Das 4. Loch von Fishers Island ist beispielsweise vom Alps-Typ und hat zusätzlich ein Punchbowl Grün (ein Grün, das wie ein Trichter geformt ist, so dass der Ball immer in die Mitte rollt). Insgesamt pflegte er jedoch einen etwas gemäßigteren Stil als sein Mentor Macdonald, insbesondere gelang es ihm immer wieder die Templates mit natürlichen Geländeformen zu kombinieren. Er arbeitete an etwa 50 Layouts, fast alles davon Neuentwürfe.

### Stanley Thompson (* 1893; † 1953)

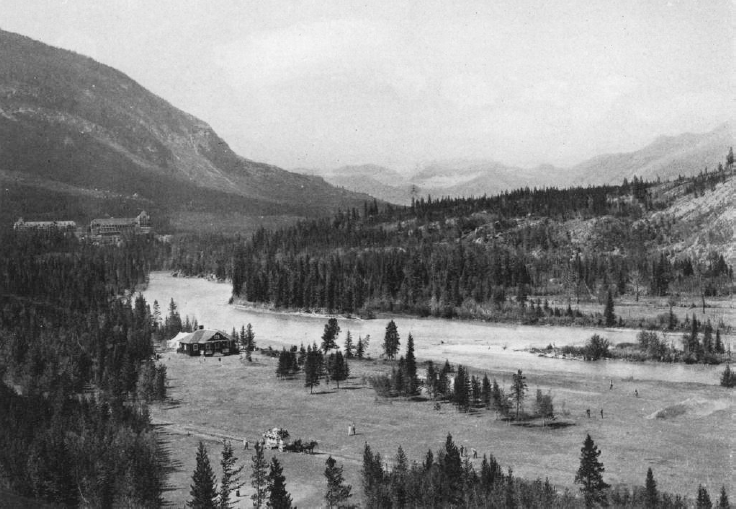
Stanley Thompson inszenierte seine Golfplätze häufig vor einer spektakulären Naturkulisse, etwa in Banff. Dieses Bild zeigt den Vorgängerplatz von Donald Ross im Jahr 1915.

Der Kanadier Stanley Thompson gründete nach dem Ersten Weltkrieg eine Firma für Golfplatzbau und erwarb sich früh eine Reputation für „Rock and Forest Courses“, also Golfplätze, die unter großen Mühen aus spektakulären Wald- und Felsenlandschaften herausgeschnitten und -gesprengt wurden. Besonders seine Großprojekte in den Rocky Mountains und anderen Nationalparks erlangten Weltruhm, so etwa Jasper Park Lodge (1926), Banff Springs (1929) und Highlands Links (1939). Auch St. George’s (1930) und Capilano (1936) zählen zu den Top-Plätzen Kanadas. Neben strategischem Design legte Stanley Thompson besonderen Wert auf die landschaftliche Ästhetik und den Einfluss der agronomischen Faktoren auf die Spielbarkeit. Wie bereits Harry Colt vor ihm legte er beim Routing zunächst die Par 3 Löcher fest, so dass diese oft von hervorstechender Qualität sind. Gerne setzte er auch natürlich gestaltete Bachläufe, Gräben und Teiche ein, seine Bunker sind zumeist aufwändig und individuell gestaltet. Gelegentlich platzierte er sie sogar rein nach ästhetischen Gesichtspunkten an Stellen, wo sie überhaupt nicht ins Spiel kamen. Sein besonderes Faible für dramatische Inszenierungen zeigte sich auch am 9. Loch von Jasper Park, das er „Cleopatra“ nannte und in Form einer auf dem Rücken liegenden Frau gestaltete. Damit ist er der erste Golfarchitekt, der symbolisch wirkende Versatzstücke (auch Gesichter, Hufeisen und ein Tintenfisch wurden gefunden) in seine Plätze integrierte. Insgesamt werden ihm mehr als 120 neue Plätze und etwa 40 Redesigns zugeschrieben.

### John Stanton Fleming Morrison (* 1892; † 1961)
J. S. F. Morrison begann 1923 als Partner von Harry Colt und wurde 1928 zum Director der Colt Alison & Morrison Ltd. Ab 1952, nach dem Tod seiner Partner, führte er die Firma bis an sein Lebensende alleine weiter. Stilistisch unterschied sich Morrisons Arbeit kaum von der Colts, aber eine besondere Bedeutung kommt ihm für die Entwicklung der Golfarchitektur in Deutschland zu. Zusammen mit Harry Colt entwarf er dort die ersten Plätze internationalen Standards. Unter anderem gehörten dazu der Frankfurter GC (1928), der Aachener GC (1928), der Lübeck-Travemünder GC (1928, heute großteils verändert), der GC Bergisch-Land (1929), der Hamburger GC Falkenstein (1930) und einige Layouts in Ostdeutschland (Chemnitz, Sachsen, Saalfeld), die zu Zeiten des DDR-Regimes untergingen. 1957 folgte noch der Hamburger Land- & Golf-Club Hittfeld. Daneben war Morrison auch in Frankreich tätig (Hossegor 1930, St. Cloud Jaune 1930) sowie in Wales (St Mellons 1936) und Italien (Circolo Golf Torino 1956, GC Biella „Le Betulle“ 1958). Sein bedeutendstes Redesign war der Prince's Golf Club (1950 mit Sir Guy Campbell), der im Zweiten Weltkrieg weitgehend zerstört worden war.

### Perry Duke Maxwell (* 1879; † 1952)
Der in Oklahoma lebende Perry Maxwell startete seine Karriere als Golfarchitekt mit einer einjährigen Studienreise u. a. nach Schottland, wo er Alister MacKenzie kennenlernte, der gerade die Open Championship 1921 vorbereitete. Nach seiner Rückkehr etablierte sich Maxwell im mittleren Westen und Süden der USA, aus dieser Periode stammen u. a. Dornick Hills (Erweiterung 1923), Muskogee (1924), Twin Hills (1926), Old Town (1928) und Oklahoma City G&CC (1930). Er war der Erste, der in Oklahoma auf Gras basierende Grüns baute, bis dato gab es aufgrund des trockenen Klimas nur Sandgrüns. Als Alister MacKenzie in die neue Welt übersiedelte, konnte Maxwell als Partner des Schotten an den Weltklasselayouts University of Michigan (1931) und Crystal Downs (1933) mitarbeiten. Sein eigener, bis dato recht geradliniger Stil verschob sich durch MacKenzies Einfluss nachhaltig in Richtung Flair und Drama. Seine beiden Meisterwerke Southern Hills (1935) und Prairie Dunes (1937) stehen dann auch in dieser Tradition und werden allgemein als letzte Entwürfe des goldenen Zeitalters angesehen. Allerdings arbeitete Perry Maxwell, nach dem Zweiten Weltkrieg unterstützt durch seinen Sohn James Press Maxwell, bis in die 1950er Jahre an diversen Plätzen. Seine Spezialität waren Grüns mit heftigen inneren Konturen, die alsbald „Maxwell Rolls“ genannt wurden. Nicht zuletzt aufgrund dieses Talents wurde er zur Renovierung einiger berühmter Plätze herangezogen, so etwa Pine Valley (1933), Augusta National (1937), Merion (1939) und auf Long Island Maidstone und die National Golf Links of America. Insgesamt kam Perry Maxwell auf etwa 70 neue Plätze und 50 Überarbeitungen.